# Пенаты (усадьба)
Пена́ты — музей-усадьба художника И. Е. Репина, расположенная в посёлке Репино (бывш. Куоккала) Курортного района Санкт-Петербурга, Приморское шоссе, 411. Является филиалом Научно-исследовательского музея при Российской академии художеств.

## История
В 1899 году, когда Репин приобрёл участок земли, где позже будет выстроена усадьба «Пенаты», он уже был прославленным художником, автором «Ивана Грозного» и «Царевны Софьи», «Бурлаки на Волге» и «Крестного хода», «Отказа от исповеди» и «Ареста пропагандиста», «Заседания государственного совета», портретов Серова, Мусоргского, Бородина, Глазунова, Пирогова, Витте и Николая II; много лет являлся членом Товарищества передвижных художественных выставок. Вскоре после того как Репин обосновался в Пенатах, он стал профессором и руководителем художественной мастерской в Академии художеств, а с 1898 года — ректором Академии.
Именно эти многочисленные обязанности и заставили Репина искать дом в окрестностях Санкт-Петербурга: с одной стороны, из Куоккалы было удобно добираться до города, с другой — место на берегу Финского залива было достаточно уединённым, и Репин мог работать спокойно и без помех.
Усадьбу назвали «Пенаты» в честь римских богов-хранителей домашнего очага. Изображения этих божков, пенатов, можно увидеть на расписных деревянных воротах усадьбы, созданных по рисунку Репина. Уникальным и ни на что не похожим остаётся и дом Репина. В доме два этажа, и на первом из них находится скульптурная мастерская, а также жилые комнаты: кабинет хозяина, гостиная и столовая.
В доме на знаменитых «репинских средах» бывали Максим Горький, Корней Чуковский, сюда приходили Маяковский, Есенин, Леонид Андреев, Давид Бурлюк, Короленко, Куприн, народоволец Морозов, композиторы Лядов, Глазунов и многие другие.
Репин прожил в усадьбе 30 лет, здесь он в 1930 году умер и здесь же был похоронен.
В 1940 году в доме Репина в «Пенатах» был открыт мемориальный музей, однако во время Великой Отечественной войны здание сгорело дотла. К счастью, в 1941 году мемориальные вещи и часть обстановки удалось вывезти в Ленинград, во время войны они хранились в здании Академии художеств.
После Победы дом был восстановлен, и музей открылся вновь 24 июля 1962 года.

## Настоящее время
В XXI веке усадьба является памятником культурно-исторического наследия федерального уровня охраны, включающим 3 объекта (жилой дом, могилу И. Е. Репина и парк), и наследием ЮНЕСКО в целом на основании:
- Постановление Правительства РФ от 10.07.2001 № 527
- Постановление Совета министров РСФСР от 04.12.1974 № 624
- Постановление Совета министров РСФСР от 30.08.1960 № 1327
- Постановление Совета министров РСФСР от 29.06.1957 № 781
- Указ Президента РФ от 20.02.1995 № 176

В 2019 году финляндский аукционный дом Хагельстам передал в дар репинскому музею «Пенаты» семейный архив, выкупленный у родственников дочери художника Веры Ильиничны.

## Портреты, написанные в «Пенатах»
В «Пенатах» была написана серия портретов.

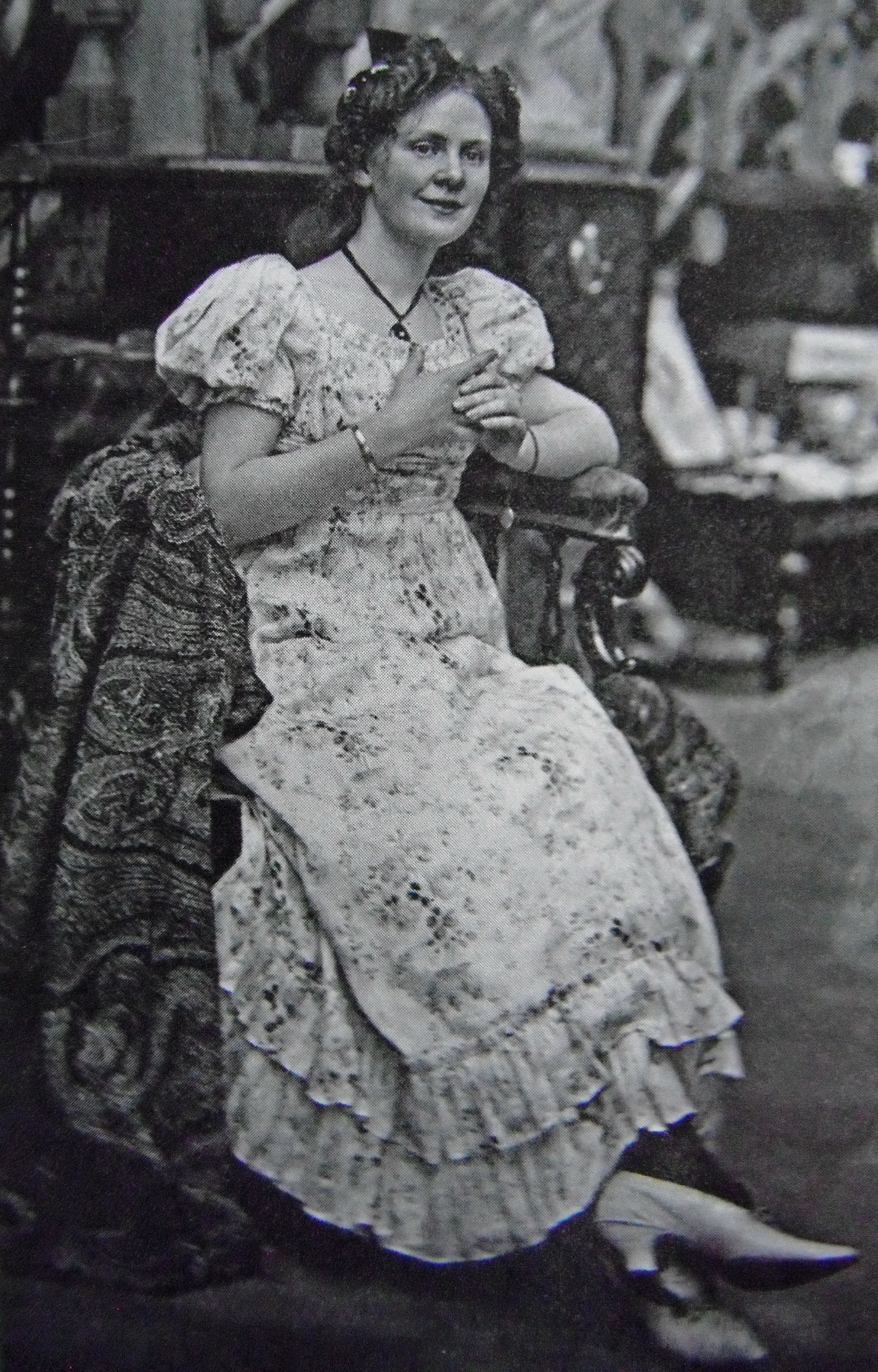
Вера Фёдорова на сеансе у Репина в мастерской Пенатов, 1910-е годы
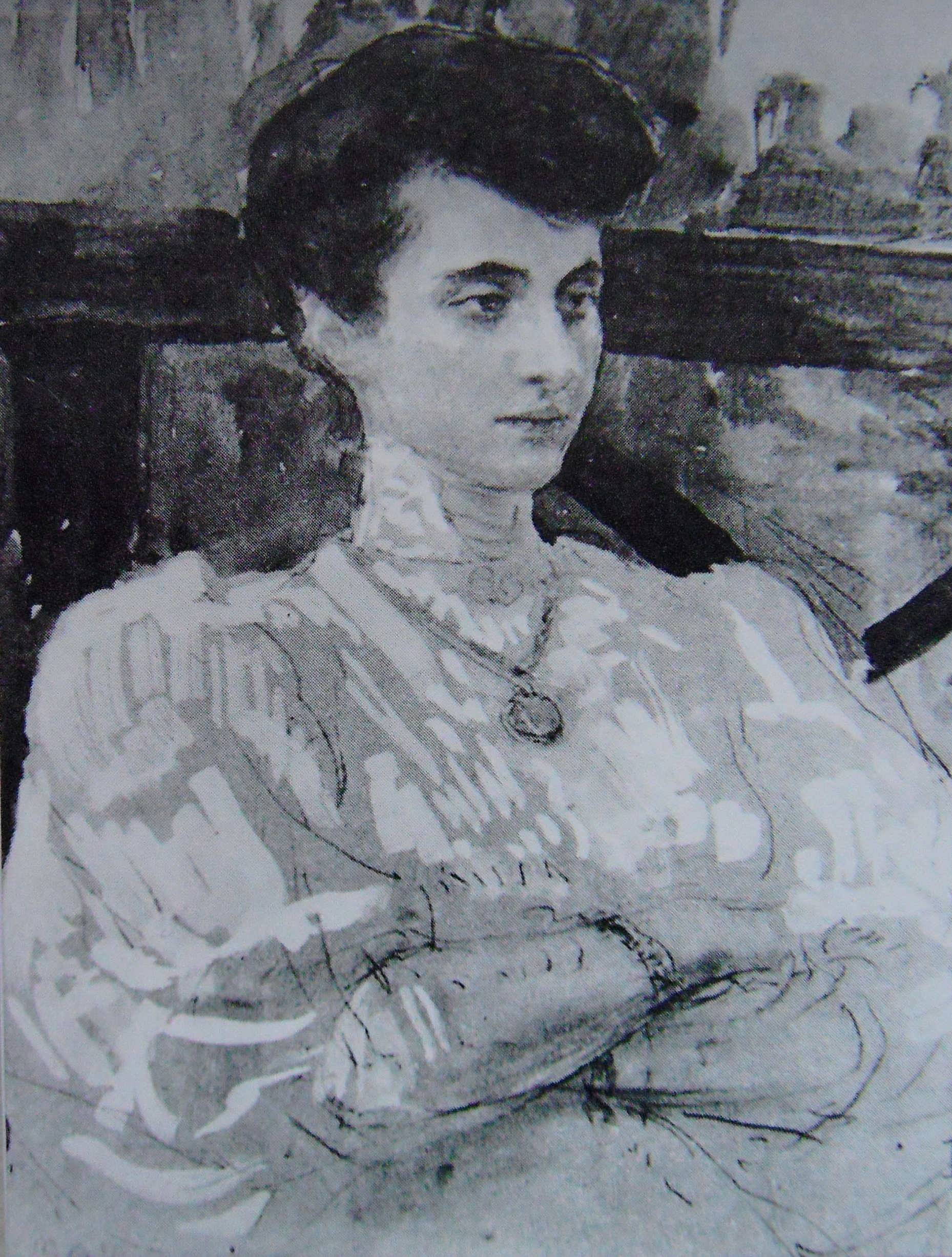
И. Е. Репин. Портрет В. Д. Арбузовой, 1908 год
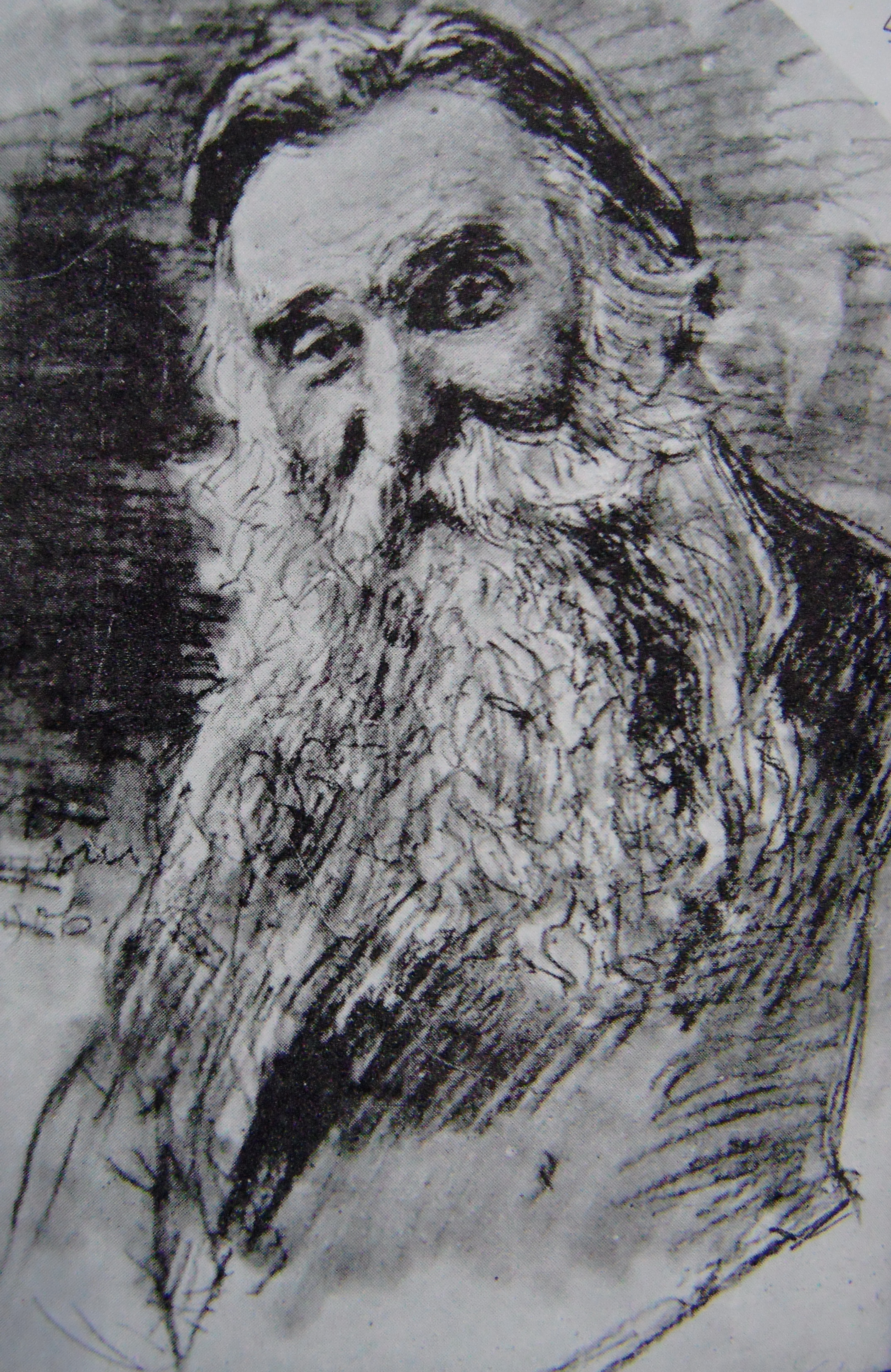
И. Е. Репин. Портрет В. И. Базилевского, 1906 год
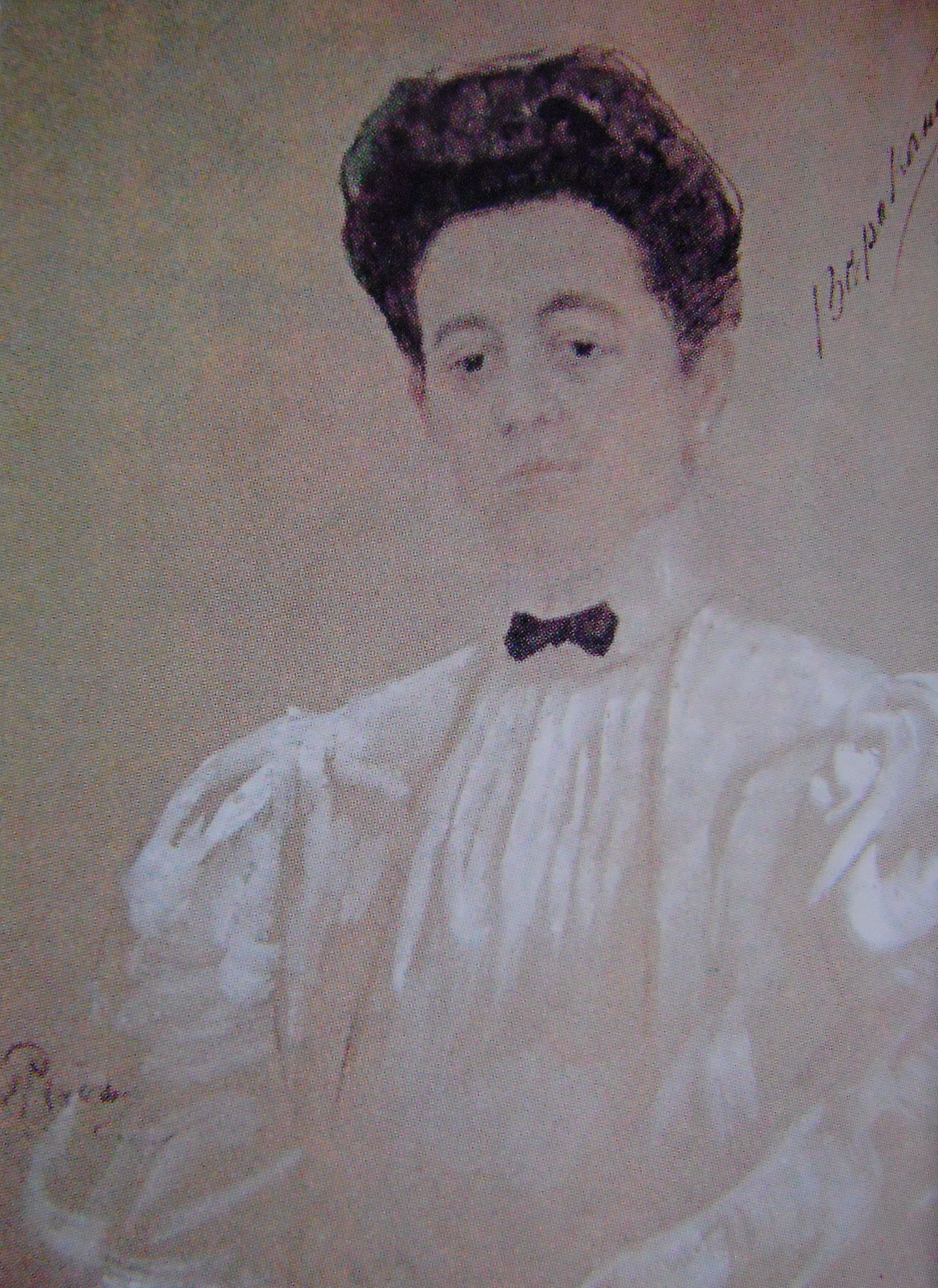
И. Е. Репин. Портрет графини Веры Петровны Канкриной, 1906 год
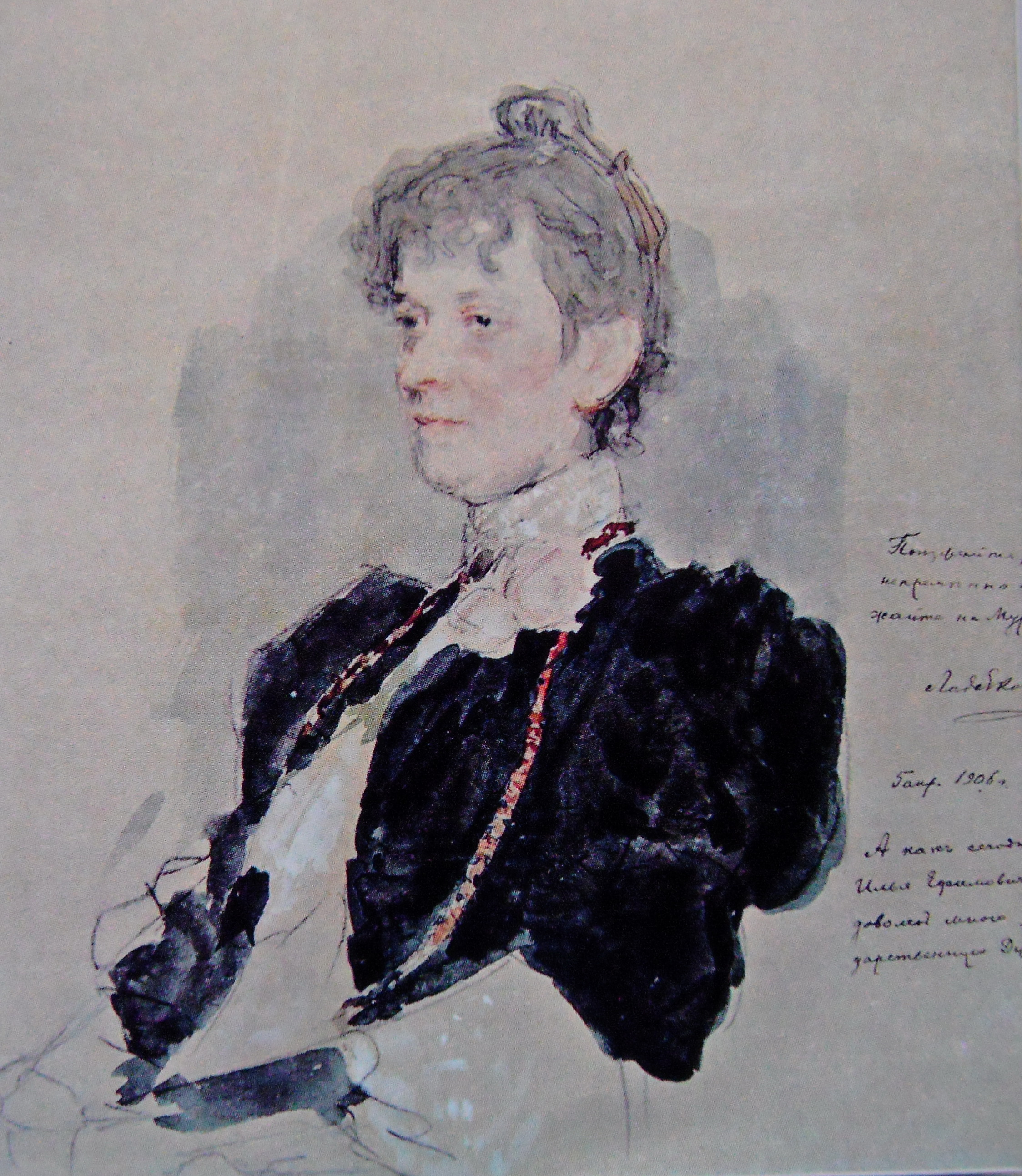
И. Е. Репин. Портрет Лидии Николаевны Яковлевой, 1906 год
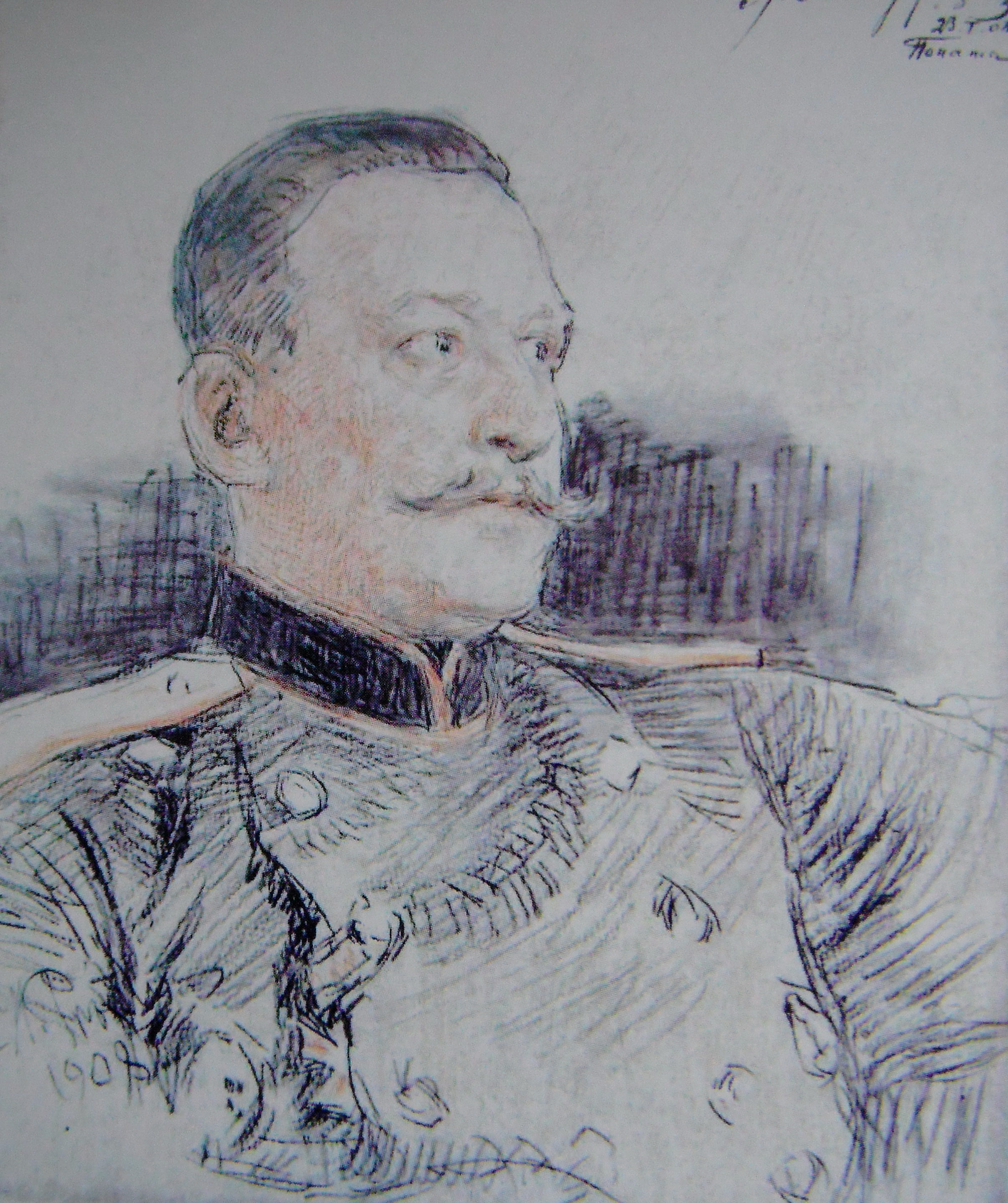
И. Е. Репин. Портрет Людомира Вацлавовича Свенторжецкого, 1908 год
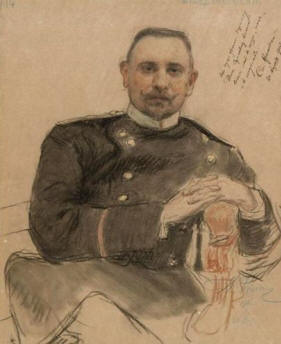
И. Е. Репин. Портрет Степана Петровича Крачковского, 1907 год
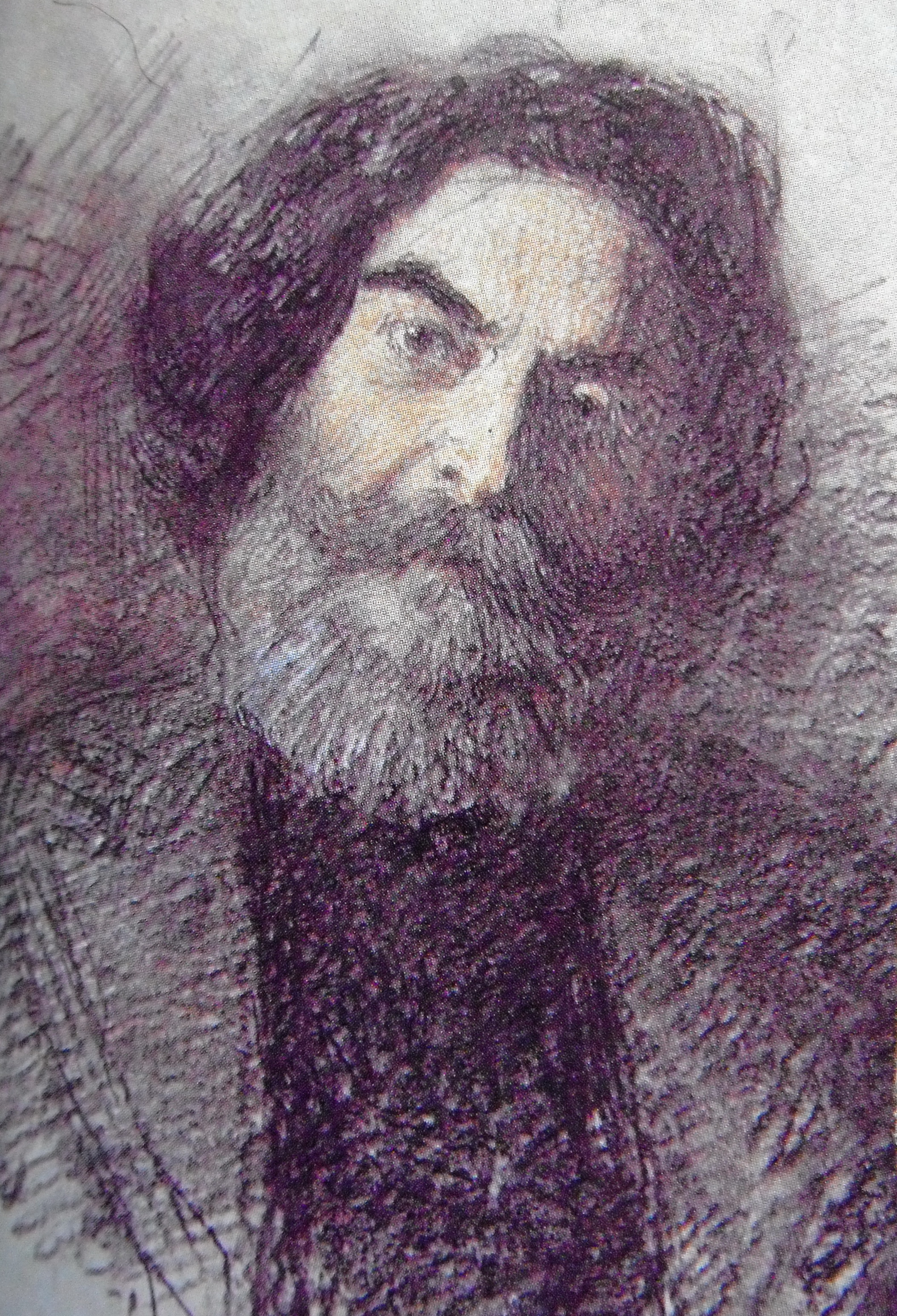
И. Е. Репин. Портрет физиолога И. Р. Тарханова, 1906 год

## Описание музея-усадьбы
В XXI веке парк имеет площадь 3,8 га; экспозиционно-выставочная площадь музея — 551,2 м², временных выставок — 60 м², фондохранилищ — 7,3 м².

### Топонимика «Пенат»
Усадьба названа «Пенаты» в честь римских богов-хранителей домашнего очага. Изображение этих божков, пенатов, можно видеть на расписных деревянных воротах усадьбы, созданных по рисунку Репина. Гора за усадьбой названа «Чугуевской» в честь малой родины художника. Возле дома рабочими-латышами был пробурён артезианский колодец названный «Абиссинским». У колодца находилась «Скамья великого гнева», где Репин критиковал молодых художников…
— Первушина Е. В. Усадьбы и дачи петербургской интеллигенции XVIII — начала XX века. СПб. 2008, с. 312

### Усадьба

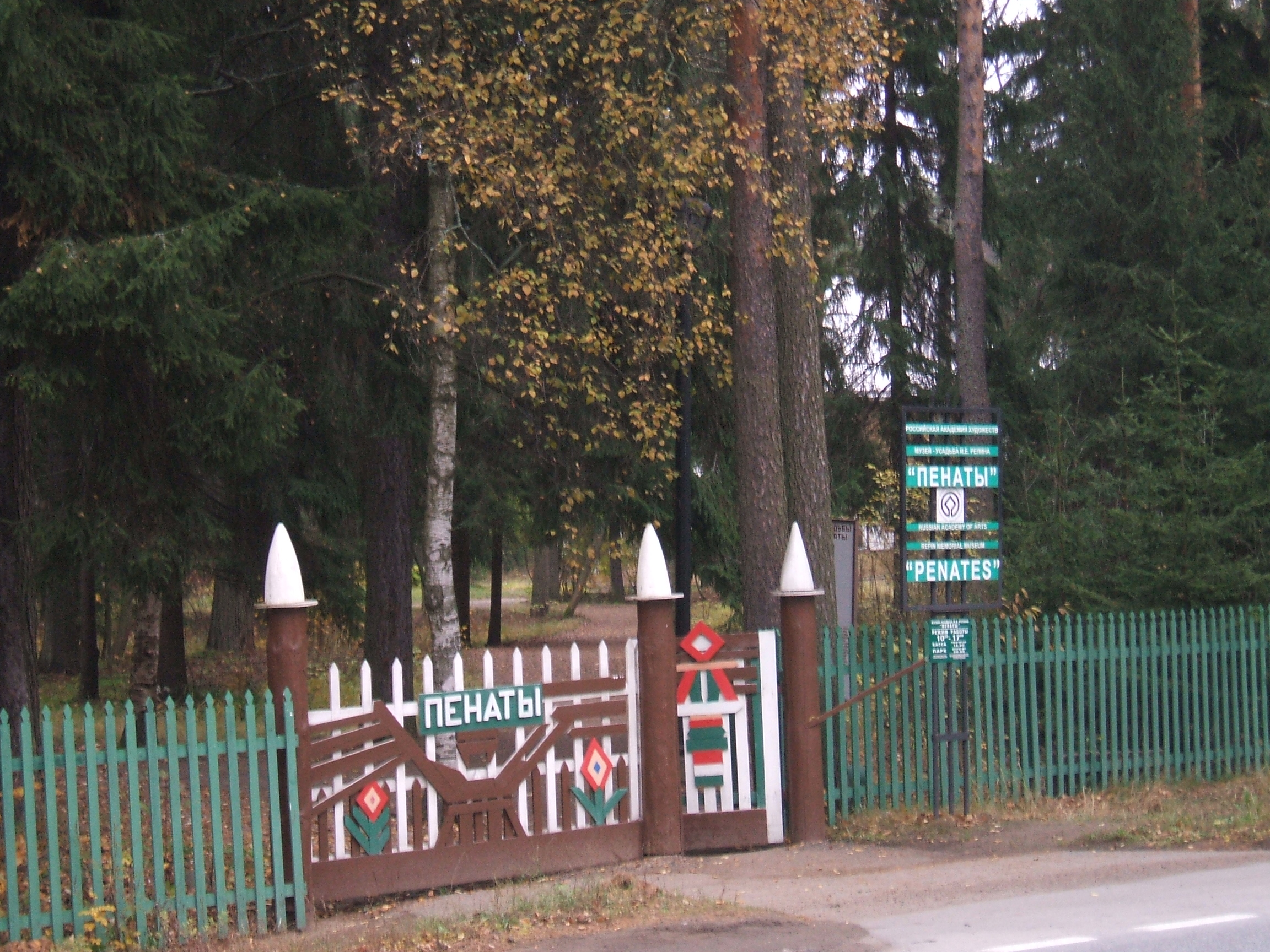
Ворота в «Пенаты»

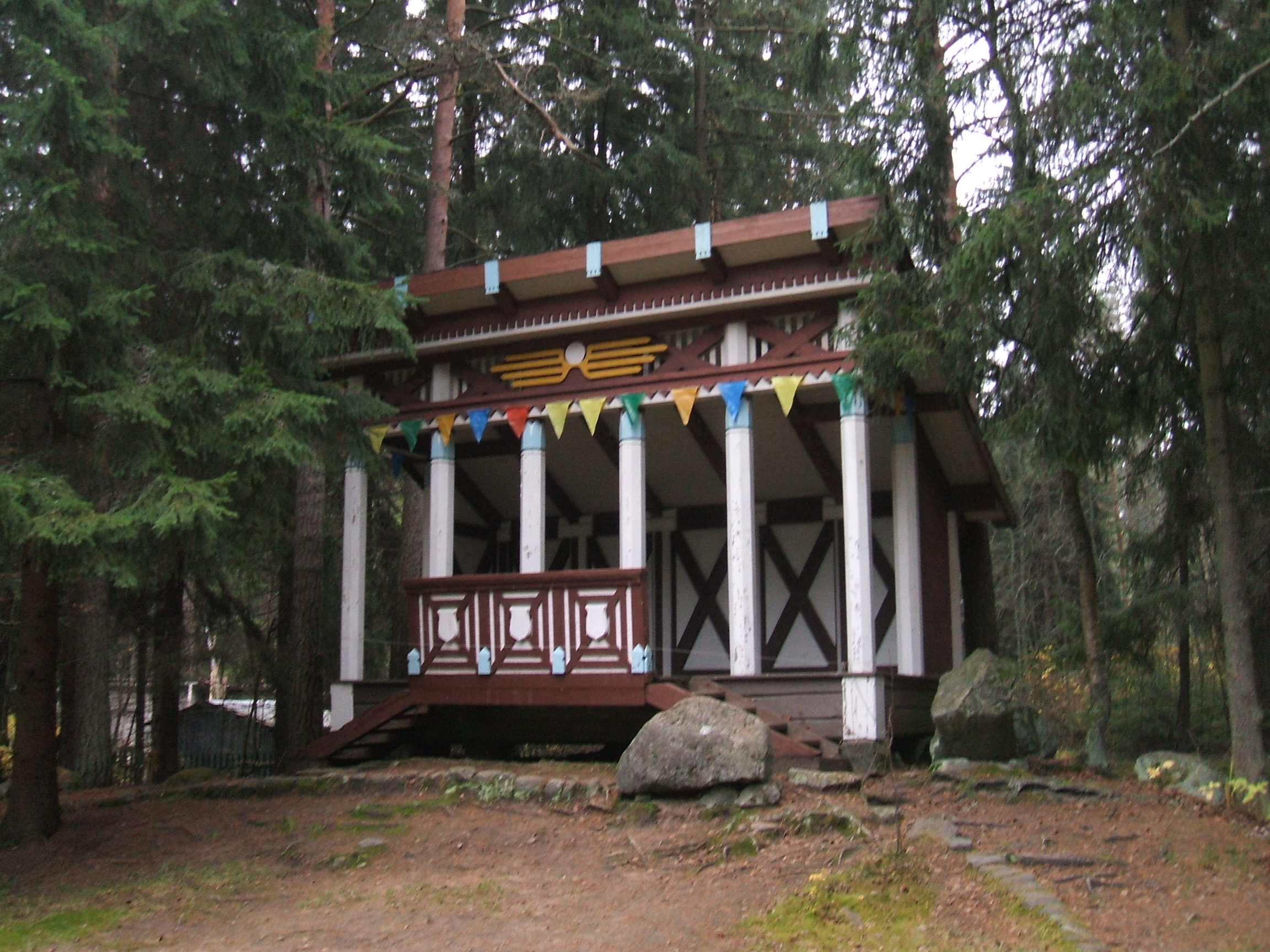
«Храм Озириса и Изиды»

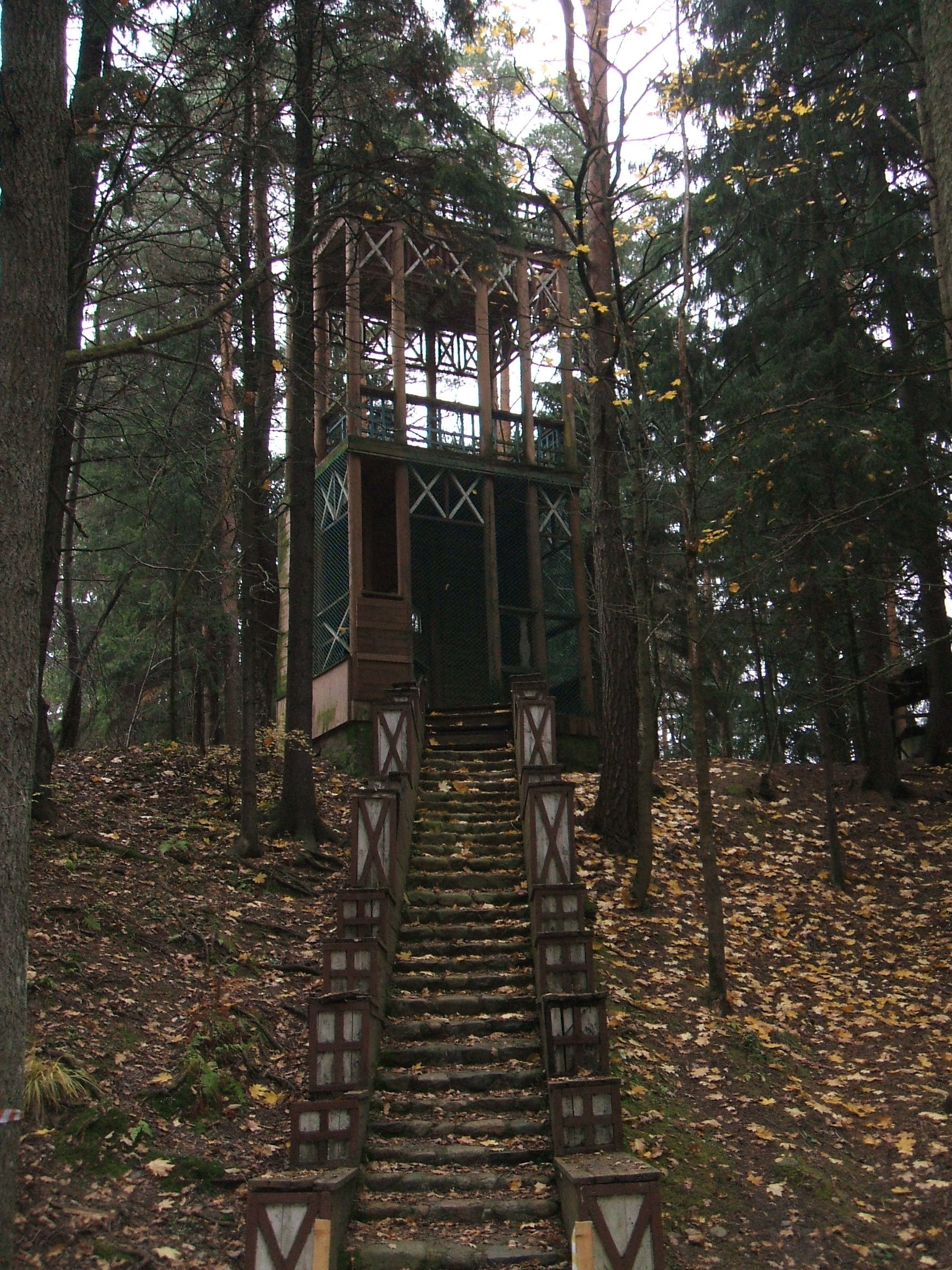
Смотровая башня «Башенка Шехерезады»
на «Чугуевой горке»

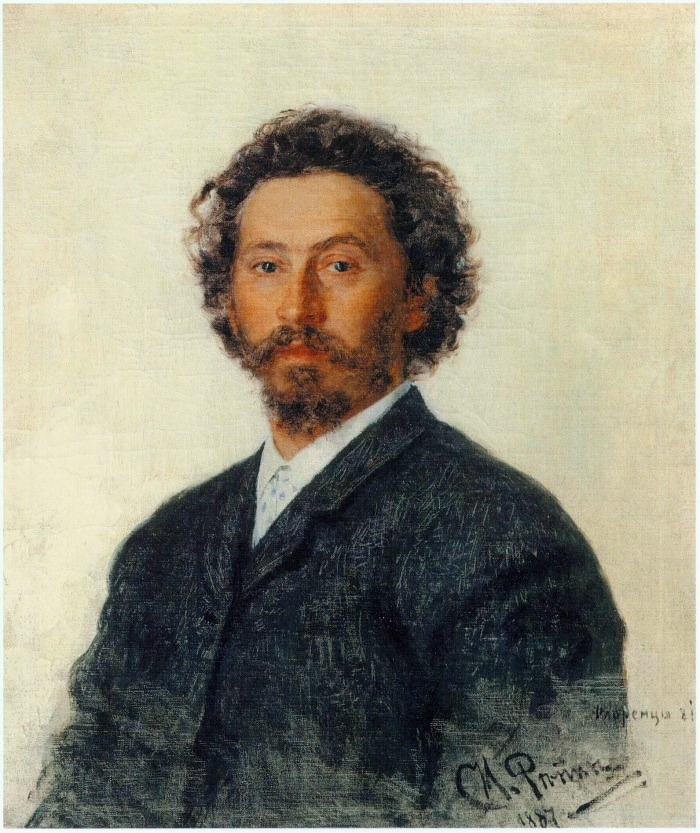
Репин И. Е., 1897 год

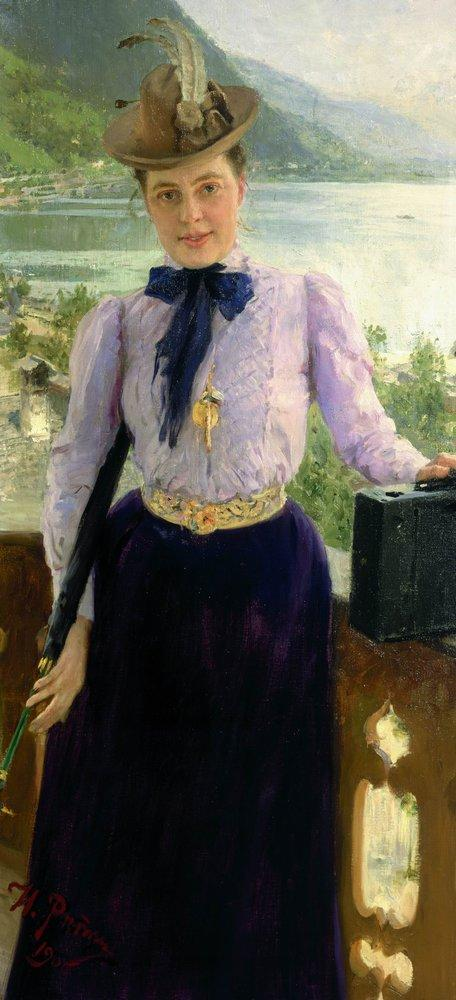
Наталья Борисовна Но́рдман

В 1899 году — Репин купил небольшую усадьбу, около 2 га, на имя своей второй жены Н. Б. Нордман. Заросший кустами участок через два года превратился в парк.
Летом 1899 года — в усадьбе вырыли пять прудов с соединяющими их каналами, выходящими в протекающий рядом за усадьбой ручей, названный «Марьина канава» и впадающий в Финский залив.
В 1903 году — по эскизу Репина (народные узоры вышивок) были сделаны ворота с калиткой, на которых обозначено название усадьбы и дата «1903» год, с этого момента в доме стали жить постоянно.
В 1906 году на аллее, названной именем Пушкина, была расчищена поляна, названная площадью Гомера. Она была украшена гранитными глыбами и вывороченными корнями деревьев, которые Репин собственноручно покрыл смолой. В правой части поляны была построена беседка «Храм Озириса и Изиды», которая часто становилась эстрадой. Внешний вид её не менялся с момента постройки. По воскресеньям на поляне устраивались кооперативные, а значит дешёвые народные гуляния: читали лекции, пели, танцевали, пили чай с булкой и леденцами. Таким образом, Репин устраивал себе дополнительный отдых по предписанию врачей.
За площадью Гомера аллея Пушкина приводит к лестнице, поднимающейся к «Башне Шехерезады» — высокая смотровая с подзорной трубой площадка, двухъярусная, с точёными, ажурными, раскрашенными решётками и балясинами. Рядом на горе были ещё две беседки «Будка Италии» и «Рембрандт». Эту гору назвали «Чугуевой горой», на ней были высажены вишни. Вдоль Чугуевой горы аллея Пушкина и Берёзовая аллея соединяются аллеей сосен. Вокруг дома были разбиты цветочные клумбы. Из выкопанных в прудах валунов сложили альпийские горки. Мелкая галька и булыжники, использовались для мощения дорожек и укрепления берегов. На аллеях и дорожках для перехода через канавы устроены деревянные мостики. Все дорожки и уголки парка имели свои названия в честь друзей или родных, под настроение названия менялись. В парке строились деревянные домики и беседки. До нашего времени дошли только две.
К 1908 году — сразу за воротами были ещё два строения: дом местного финна и вновь построенный дом сына Юрия — добротный двухэтажный, похожий на пенатский, приспособленный для работы художника-живописца. Сейчас по этому месту проходит косая аллея к музею.

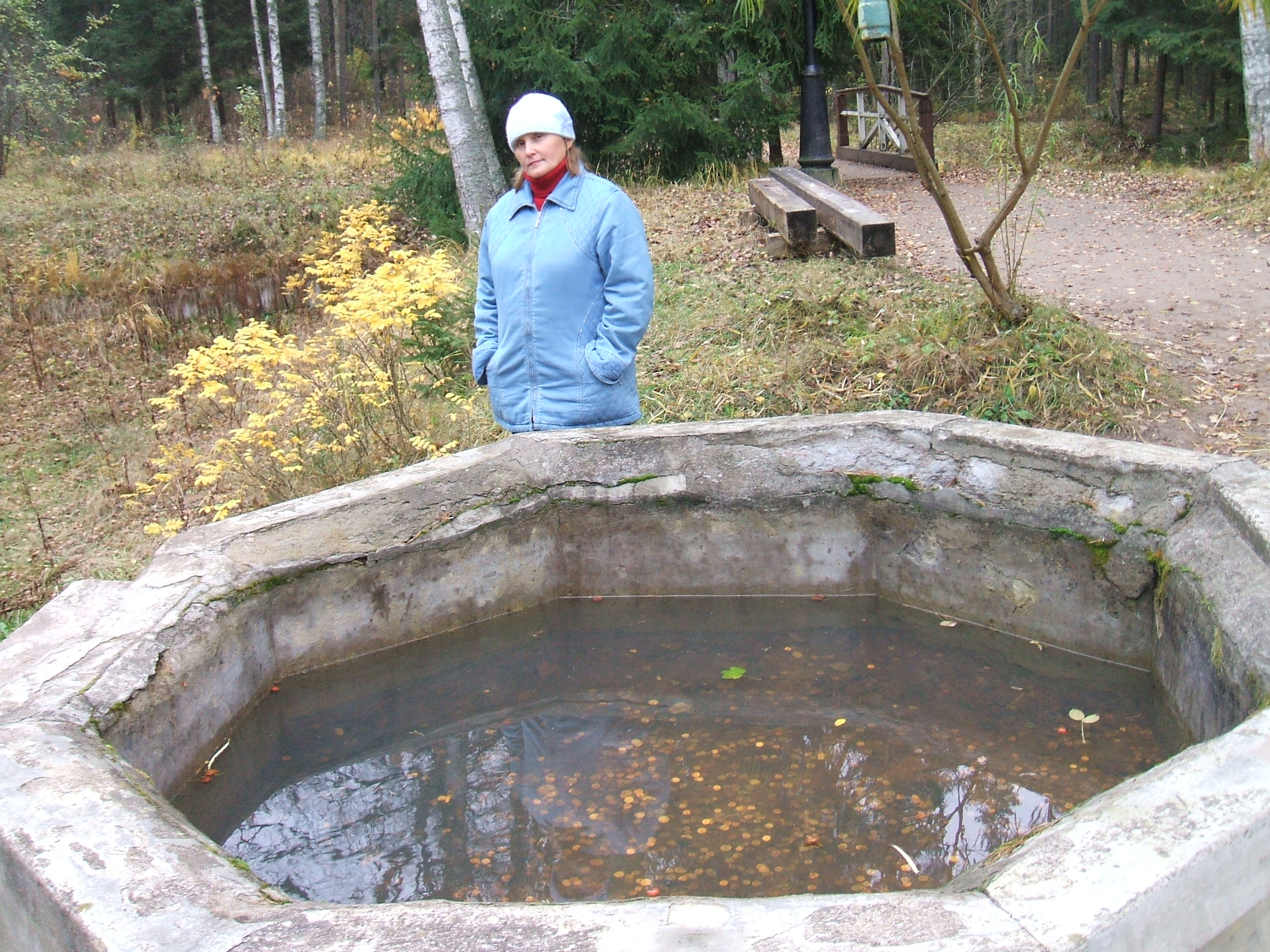
Колодец «Посейдон». Артезианская скважина глубиной 72 м пробурена в 1914 году
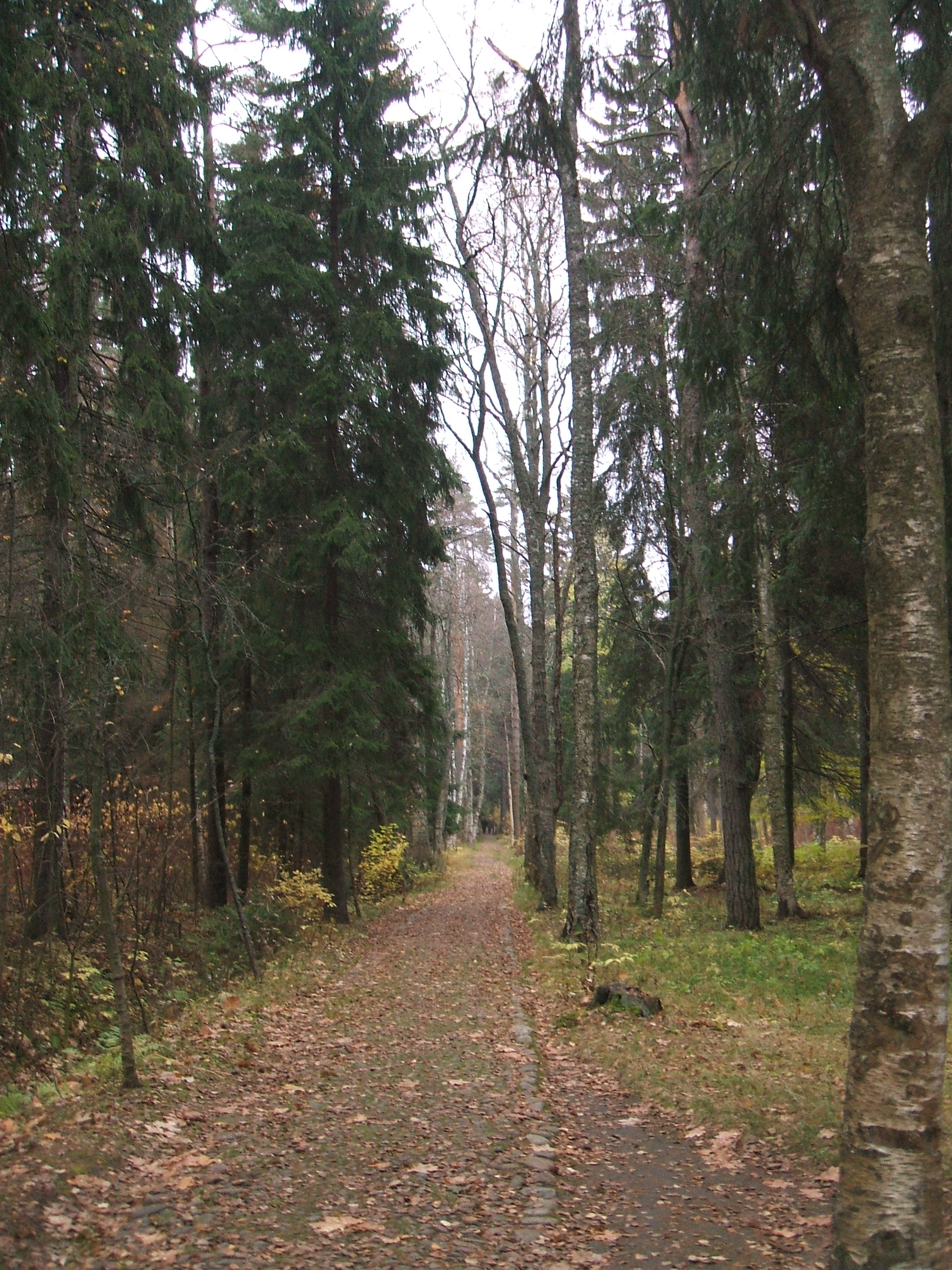
Берёзовая аллея
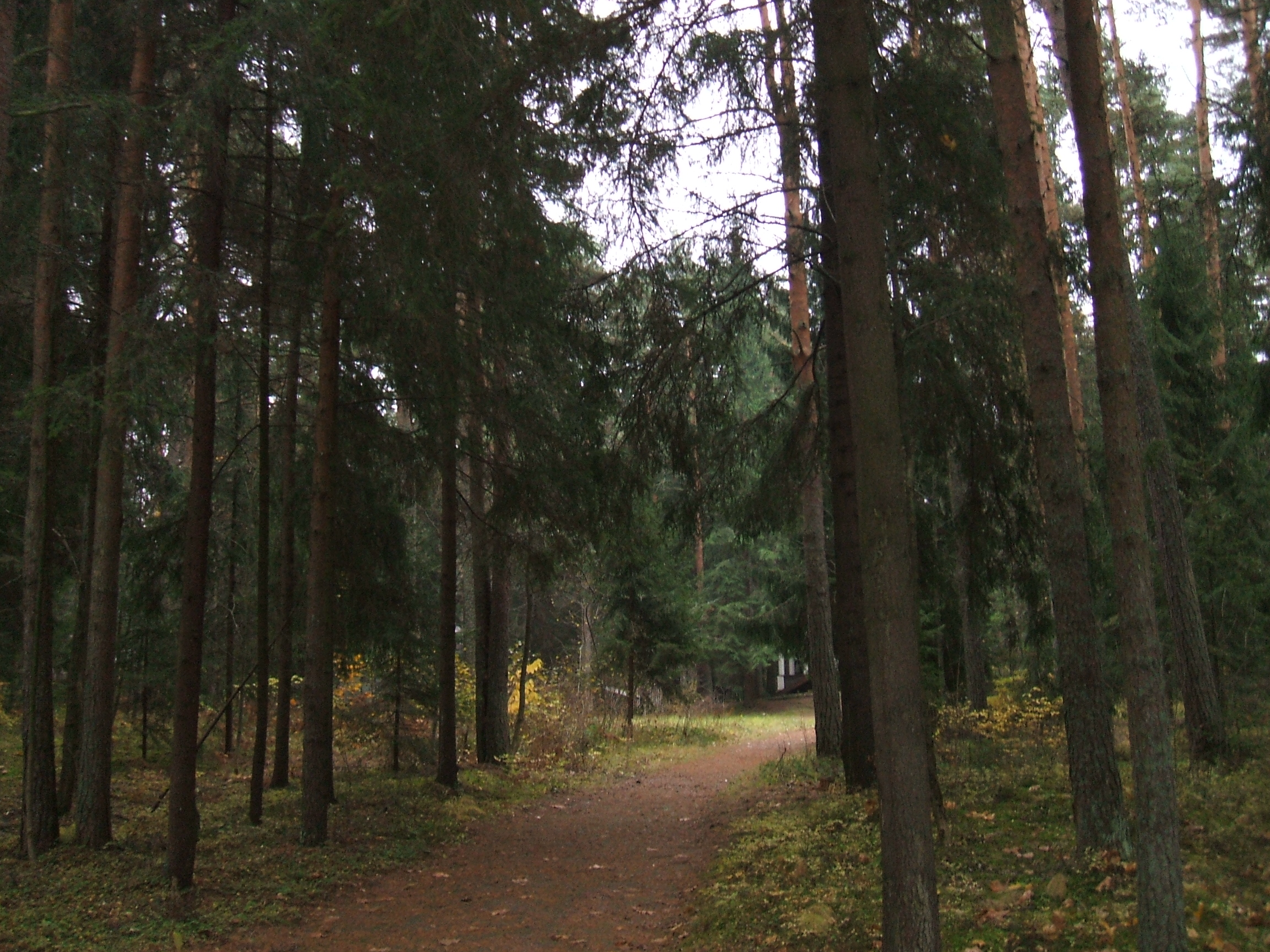
Еловая аллея

В 1911 году — в конце аллеи Пушкина был выкопан самый поздний и нарядный круглый пруд, названный «пруд Рафаэля». Через парк были проложены две параллельные аллеи: от ворот берёзовая, а от дома еловая.
В 1914 году — была пробурена на 72 м в глубину скважина, оборудованная в артезианский колодец «Посейдон», дававшая чистую воду с большим расходом, которого хватало для проточности прудов и канав. Вода чистая, питьевая с небольшим привкусом железа. Репин считал её целебной и пил до самой смерти. В большом пруду у колодца были посажены белые лилии, на воду спущена небольшая лодочка, там же устраивались фейерверки по праздникам. Зимой на льду пруда устраивалась карусель, а Шаляпин даже катался на коньках.
В 1922 году — входные ворота усадьбы были Репиным переделаны, но основа рисунка осталась та же. В трудные 1920-е годы в парке был огород. Кроме дома были ещё сараи и дворницкая одноэтажная постройка, располагавшаяся с правой (южной) стороны от основного дома (там жил племянник Репина). Со стороны южного фасада был погреб со стеклянной крышей и стеклянной галереей-переходом от дома. Все эти строения загораживали вид на Пенаты от Большой дороги. По завещанию Нордман для музея все эти постройки должны быть уничтожены. Их и не восстанавливали. Дом открыт в сторону парка. Все комнаты с видом на парк имели выходы в парк, и он был как бы их пейзажным продолжением.

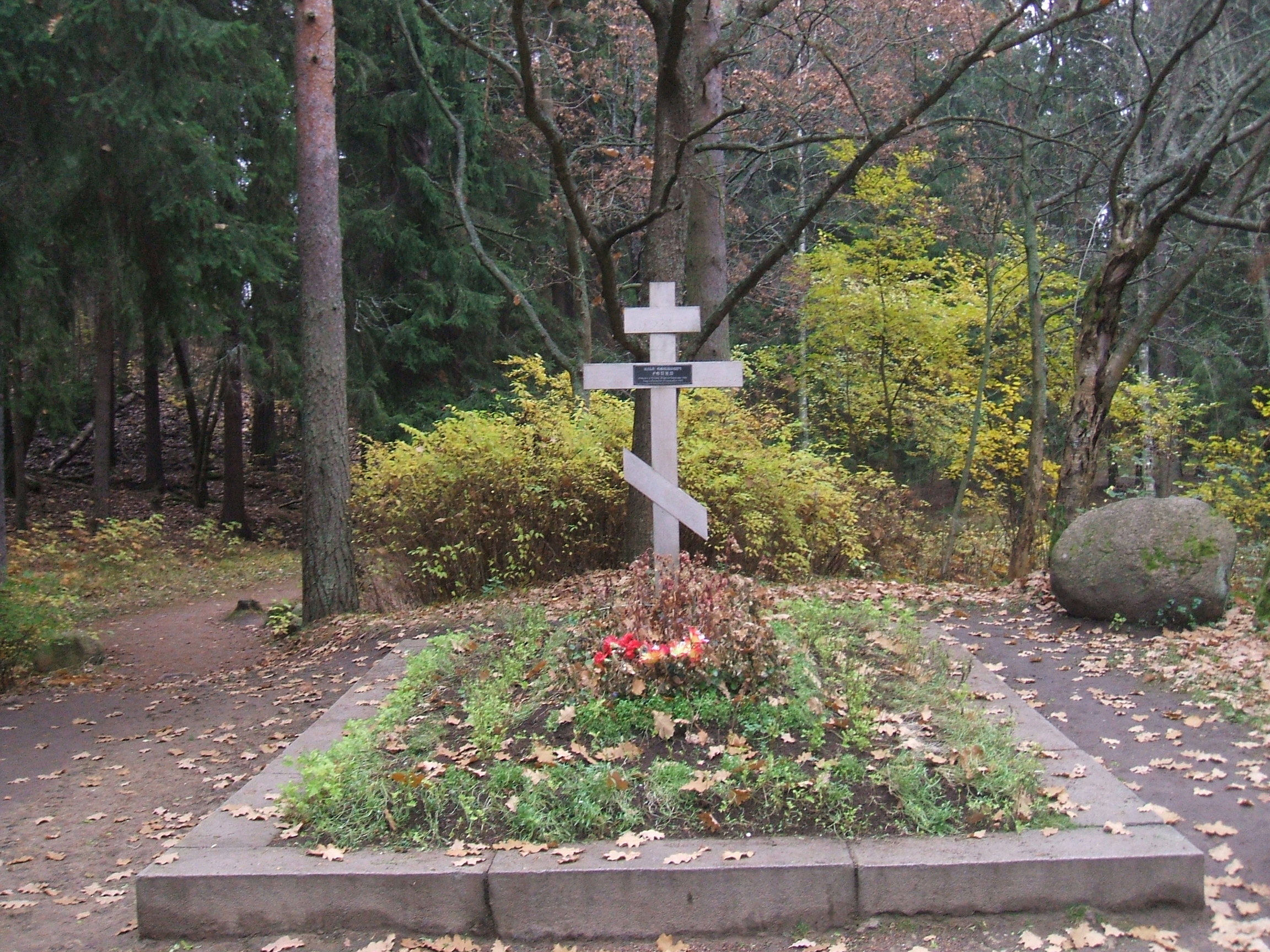
Могила И. Е. Репина в парке (вид после 1994 года)

С октября 1930 года — на углу аллей Берёзовой и Сосен находится могила Репина.
В 1940 году — территория п. Куоккала становится советской, дом цел, после эвакуации детей Репина внутренняя обстановка сохранилась, даже еда на тарелках в столовой, видимо уезжали стремительно, полы были устланы разбросанными «документами», в «Пенатах» создаётся музей памяти И. Е. Репина, на могиле был временно установлен гипсовый бюст, взамен креста.
В 1946 году — на могиле установлен памятник в виде гранитного постамента с бронзовым бюстом художника, исполненный в 1909 году Н. А. Андреевым.
в 1960 году в Пенатах была восстановлена беседка «Шахерезада». С 1969 года она ремонтировалась ежегодно и регулярно вносилась в план капитального ремонта, оставаясь в состоянии, опасном для посетителей. В 1974 году столяры УНР-47 треста № 104 Главленинградстроя капитально отремонтировали «Шахерезаду».
В 1994 году — после реставрационных работ в Пенатах памятник был заменён красивым деревянным крестом, как и было ранее до 1940 года.
В 2013 году на территории усадьбы были созданы две площадки для игры в крокет. 6 октября Федерация крокета РФ и «Пенаты» провели городской турнир по классическому русскому крокету среди 10 команд. Документально известно, что в «Пенатах» у Репина играли в крокет. Эта игра была популярна в России в XIX веке и начале XX века. Забытая забава дачников возвращается как традиция усадьбы Репина

### Дом

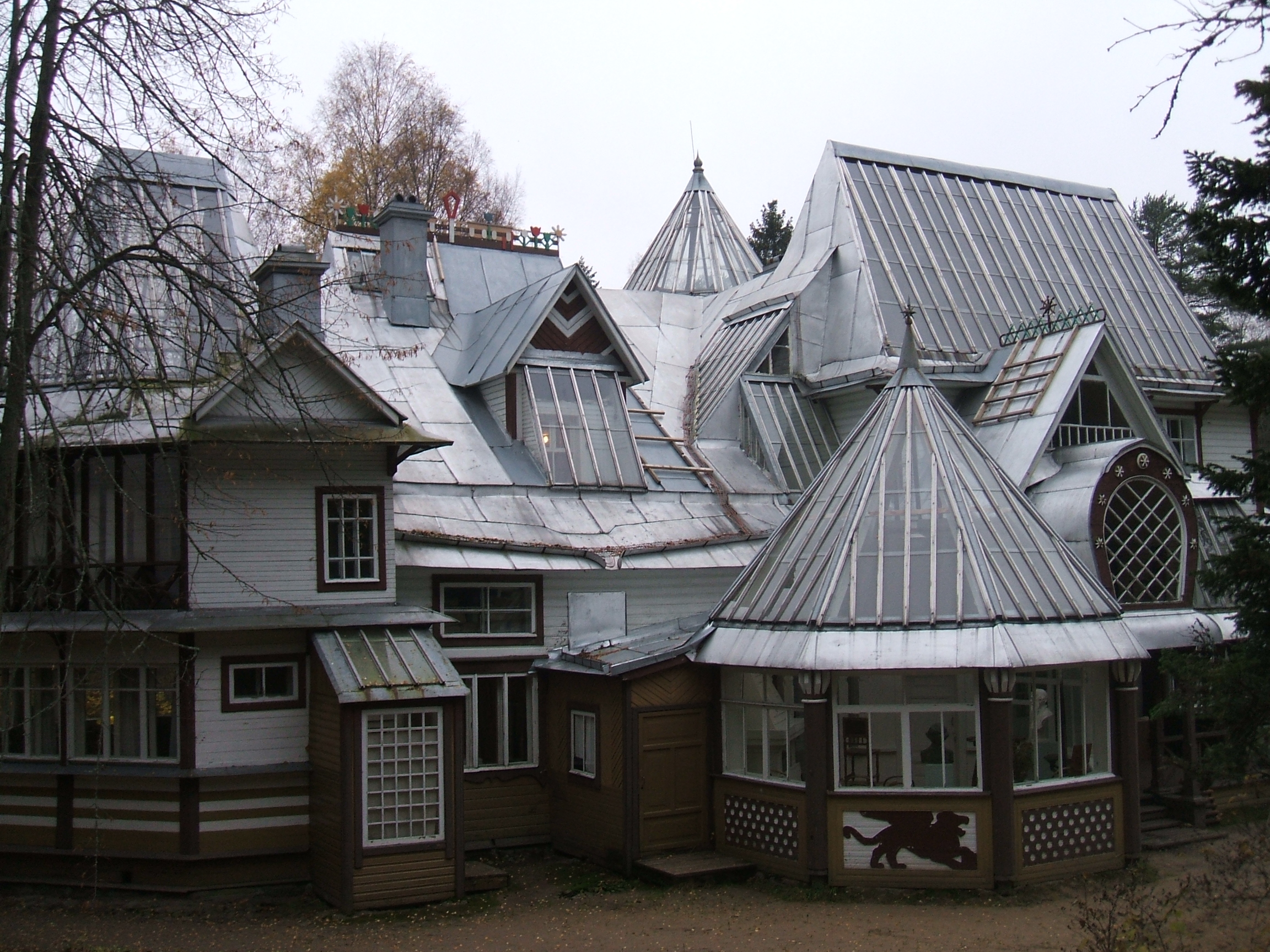
Красота крыш

Одноэтажный дом обрастал пристройками, верандами, балконами.
В 1906 году поднялся второй этаж со стеклянными шатрами, флюгерами, резными украшениями, сделанными по рисункам хозяина. Строительство велось без плана. То, что получилось, подчинено показателям назначения и целесообразности каждой пристройки, где много света, воздуха, удобно жить и работать художнику.
По завещанию Нордман, составленному в 1910 году, в случае смерти хозяйки (это случилось в 1914 году в Швейцарии от открытой формы туберкулёза) дом становился собственностью Репина, а потом переходил к Академии художеств при условии, что там будет музей И. Е. Репина.
С 1922 года на территории Финляндии фактической хозяйкой дома стала старшая дочь Репина Вера Ильинична, возвратившаяся из Петрограда и негативно настроенная к Советской России. В 1939 году Вера и её брат Юрий эвакуировались в Хельсинки, забрав часть принадлежавших им, по распоряжению отца  от августа 1927 года, картин и рисунков.
Весной 1940 года дом был открыт для посетителей как музей. После начала войны в 1941 году мемориальные вещи и часть обстановки, но не вся, были вывезены в Ленинград, в Академию художеств.
В 1944 году от дома и всех построек в парке нашли только фундаменты и остовы печей. Так как обмеров дома ранее не делалось, то восстановление шло по сохранившемуся фундаменту и многочисленным фотографиям. Проект исполнялся архитектурной мастерской Ленпроекта под руководством И. Кацюга, архитектором В. Шерстнёвым. Строительные работы осуществлял отдел капитального строительства Ленгорисполкома. В 1930 −1940 году была составлена опись вещей, сохранившихся в «Пенатах», что облегчало поиски предметов интерьера. По фотографиям интерьеров Академия, стали приобретать аналогичную мебель. Были устроены выставки фотографий требуемых предметов. Известно, что в гостиной стоял рояль фирмы Беккер № 34132, который выбирал для Репина композитор А. К. Глазунов. Случайно нашли рояль не только близкий по номеру, но и такой, на котором ранее играл Глазунов. Владелицей рояля оказалась ученица композитора. Часть мебели из петербургской квартиры художника, подлинность которой бесспорна, сохранилась у дальних родственников Репина: инкрустированный псевдовосточный столик, изображённый на картине «Негритянка», нотная этажерка с автографом Репина. Эта мебель и вещи стали дополнением обстановки в «Пенатах». Обеденный стол со вращающейся серединой был вновь сделан благодаря чертежам с объяснением конструкции, сохранившихся в архиве Русского музея. Печи и камины были восстановлены по картинам и рисункам интерьеров. Художник Ю. Мунтян, делавший эскизы для восстановления печей, на развалинах дома в 1944 году подобрал обломки кафеля для образцов. Для маленьких печей в зимней мастерской подошли кафеля, разобранных к тому времени печей Русского музея.
Вместо некоторых утраченных произведений, которые были в «Пенатах», главным образом работ учеников Репина, удалось отыскать картины тех же художников, относящихся к тому же времени. Так появились этюд В. А. Серова «Пиратка», портреты работ Б. М. Кустодиева, И. С. Куликова, И. И. Бродского, Н. Ф. Петрова, Ф. А. Малявина.
В «Пенатах» находится порядка 600 произведений живописи и графики.
24 июня 1962 года — состоялось торжественное открытие возрождённых репинских «Пенатов».

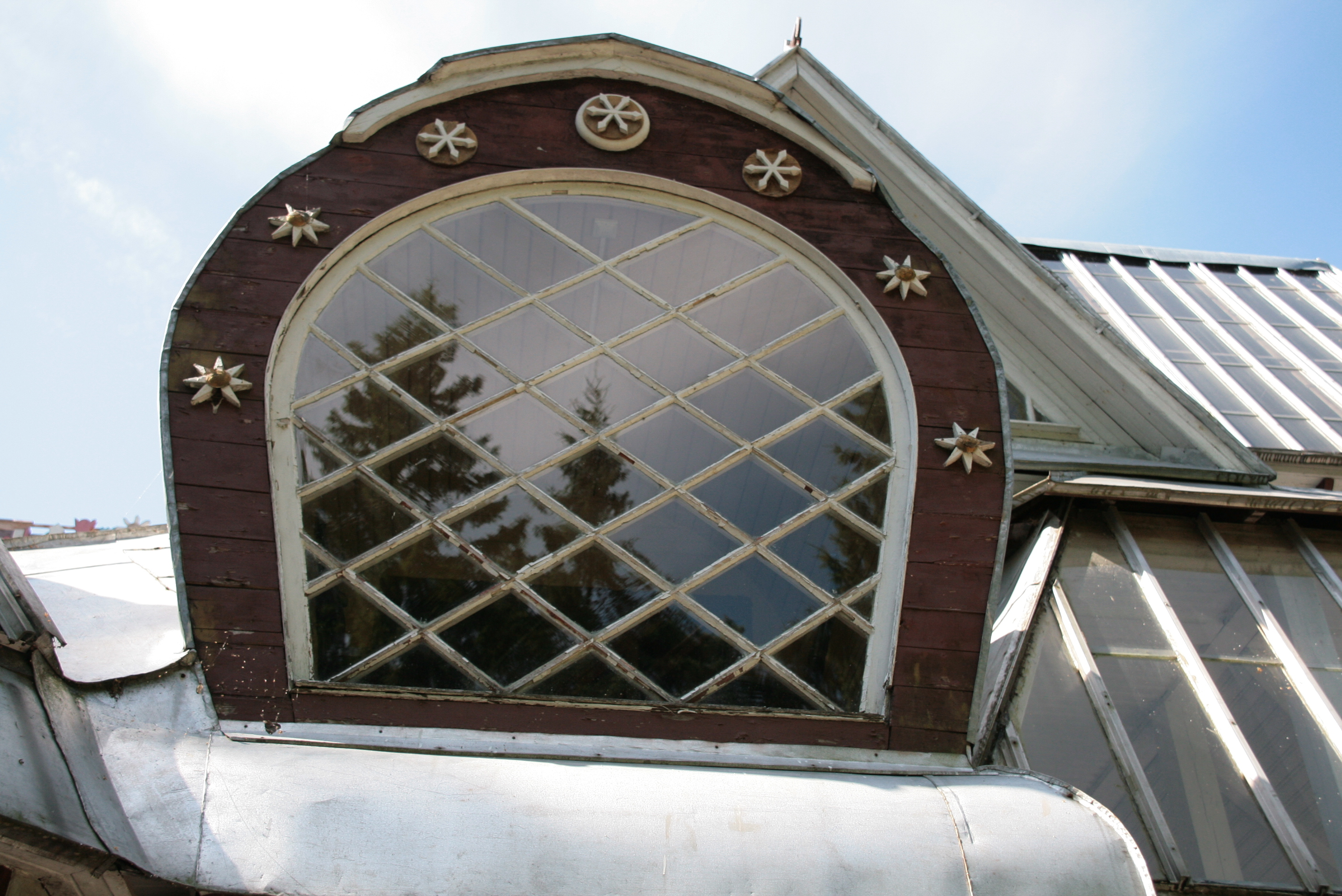
Элемент фасада дома

Парк, дом, внутренний вид комнат воссозданы такими, какими они были в 1905—1912 годах, то есть в наиболее значительный период жизни Репина. Было восстановлено 10 комнат в том числе зимняя веранда. Кухня, ванная и другие хозяйственные пристройки, согласно завещанию не реставрировались, поэтому сейчас здесь гардероб музея и кабинеты для научной работы. Эти три комнаты сохранили старую планировку, но их внутреннее убранство не восстановлено, так как не было необходимых фотографий, а сами комнаты несколько раз меняли своё назначение. Известно, что в угловой была спальня Нордман, затем Надежды Ильиничны, средняя служила малой столовой, а в первой комнате жила прислуга. В музее на стенах этих комнат размещены большие фотографии основных произведений художника. В витринах, расположенных вдоль стен, — архивные документы, биографические материалы.

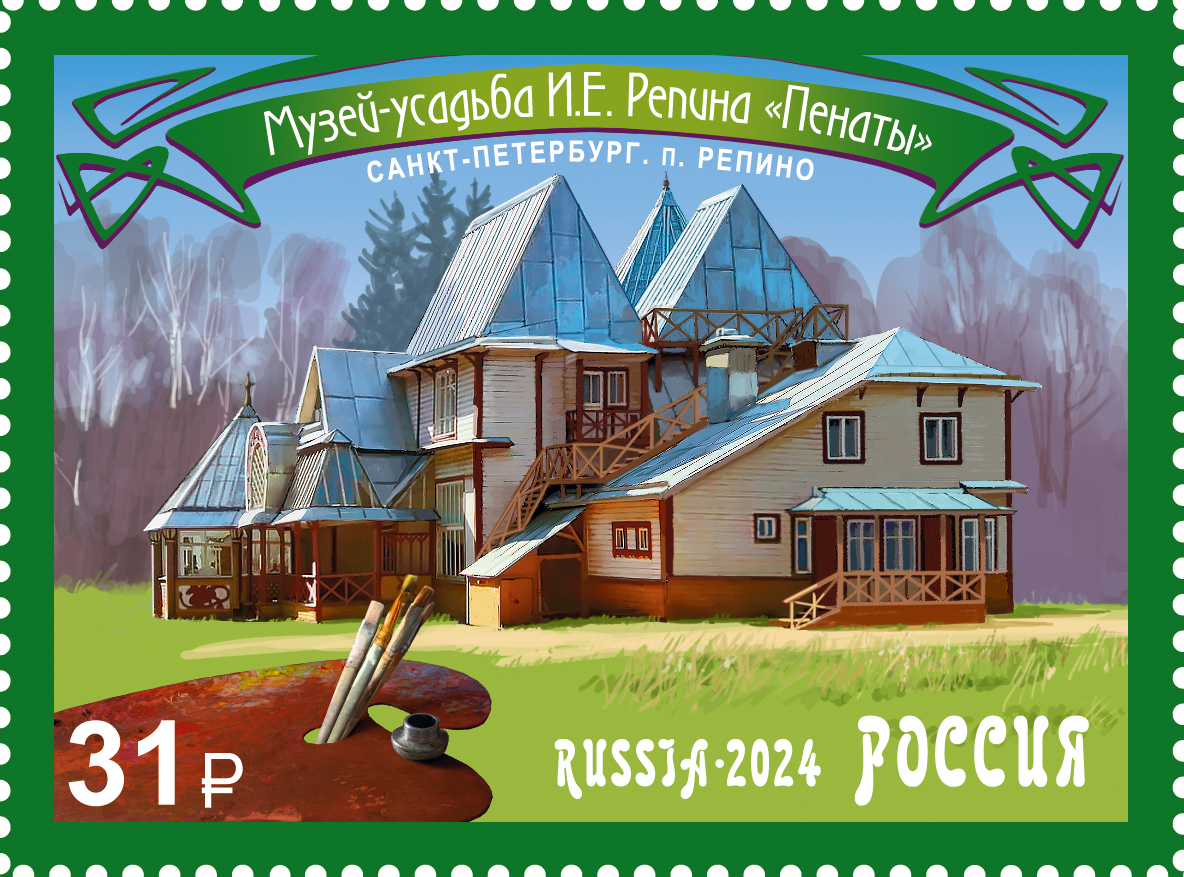
Марка Почты России, 2024 год.

В 2024 году Почта России в серии «Культурное наследие России» выпустила марку, на которой изображен главный дом музея-усадьбы.

### Прихожая
В начале XX века в прихожую попадали прямо с крыльца. Это небольшое, очень светлое помещение, вся южная стена которого занята узорным окном. У окна на бамбуковой подставке медный гонг — «Там-Там». Он был выписан Нордман в 1909 году из Парижа. Над гонгом плакат, сделанный от руки: «Самопомощь… Сами снимайте пальто, калоши… Бейте весело, крепче в там-там… Открывайте дверь в столовую сами…». Самопомощь — это девиз репинского дома. Швейцара здесь не было. Все работали на равных правах, в том числе и хозяева. Прислуживание считалось недопустимым. Та комната, из которой сейчас посетители осматривают прихожую, была малой столовой, где хозяева обедали во все дни, кроме среды. Здесь же находились телефонные аппараты — местный и междугородный. У входных дверей справа стоит старый флаг «Пенатов». Он был голубой и поднимался по средам над домом. На вешалке рядом — репинская крылатка, на столике шляпа и берет. В крылатке Репин изображён советским скульптором М. Г. Манизером. 

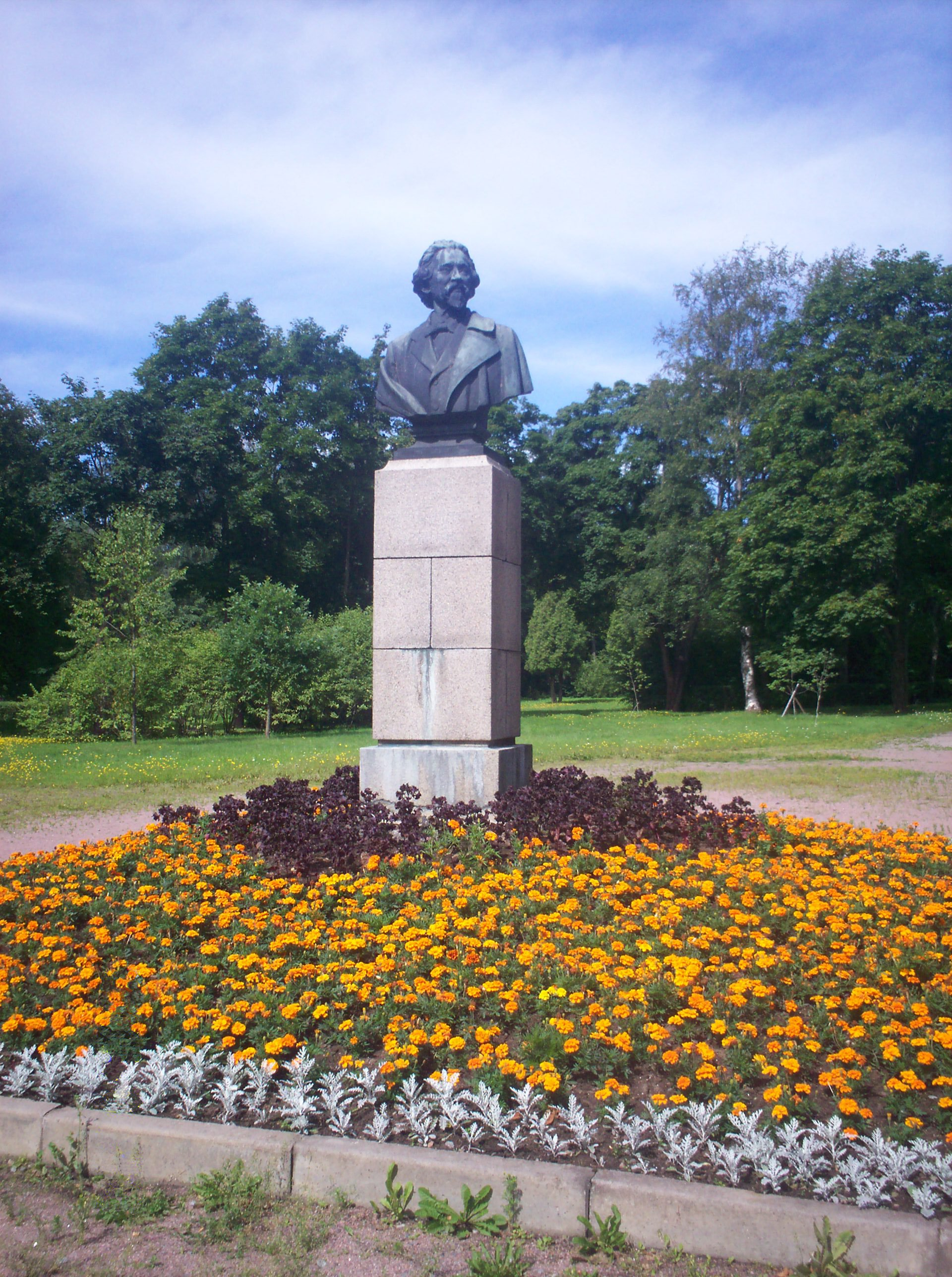
Бюст Репина в центре посёлка

 Бюст его работы установлен в центре посёлка Репино. У окна стоит старый деревянный сундук. В 1920-е годы он был подарен прислуге Мине Лаутанен, когда она выходила замуж. Летом 1962 года сундук вернулся из Финляндии в «Пенаты» как дар мужа Мине. Напротив входных дверей простое зеркало, вместо подзеркальника — ящик, сбитый из дощечек, покрытый домотканой шерстяной скатертью. Здесь же небольшой кожаный саквояж Репина. В углу самодельные трости и заступ. В прихожей у зеркала большая фотография, сделанная 20 июля (2 августа по н.с.) 1912 года. Гости на ступеньках лестницы беседки «Башенка Шахерезады». Репин и Нордман сидят слева, напротив Репина — художник М. П. Боткин.

### Кабинет
Кабинет пристроен к одной из комнат и как бы выходит в сад. Комната с выступающей полукругом стеклянной стеной всегда полна света. Это самая поздняя пристройка к дому была сделана в 1911 году. В центре кабинета стоит письменный стол. На нём среди личных вещей страницы рукописи воспоминаний. В витринах перед кабинетом книги с дарственными надписями Чехова, Короленко, Бунина, Лескова, Леонида Андреева, С. Н. Сергеева-Ценского, Ц. А. Кюи, Н. А. Морозова, Менделеева. Там же книги о Ленине и его сочинения, присланные в Пенаты по просьбе Репина в 1926 году. По воспоминаниям ученика Репина и старого друга по академии, А. М. Комашко, прожившего в Пенатах около трёх лет, кабинетом художник пользовался часто как мастерской, так как там было много света.
В кабинете Репиным были написаны воспоминания «Далёкое близкое». Вдоль стен — полки с книгами и статуи русских великанов в маленьком виде скульптора И. Я. Гинцбурга. Это В. Стасов, Л. Толстой, В. Суриков, А. Рубинштейн, А. Кони, Д. Менделеев.
На письменном столе в простых рамках стоят фотографии близких: портрет отца, матери и десятилетнего сына Юрия. Здесь же лежат папки с поздравительными адресами, бювары, портфель с монограммой «И. Р.». Прессом для бумаг служил большой кусок зелёного стекла — память о посещении Брянского завода. Слева стоит ящик с большим увеличительным стеклом в деревянной рамке — приспособление, которым пользовались при рассматривании фотографий. Резной ларец, в котором Репину были переданы 436 сочувственных писем по поводу несчастного случая вокруг картины «Иван Грозный». Небольшая плита из розового мрамора, служившая подставкой для чернильницы, подарена архитектором В. Ф. Свиньиным 21 августа 1910 года в день открытия флигеля Русского музея, построенного по его проекту. Рядом с письменным столом находится гипсовый слепок со статуи «Скорчившийся мальчик» Микеланджело (оригинал в Эрмитаже). На кафельной печке слева бронзовая статуэтка «Нарцисс» — память о путешествии в Неаполь.

### Гостиная

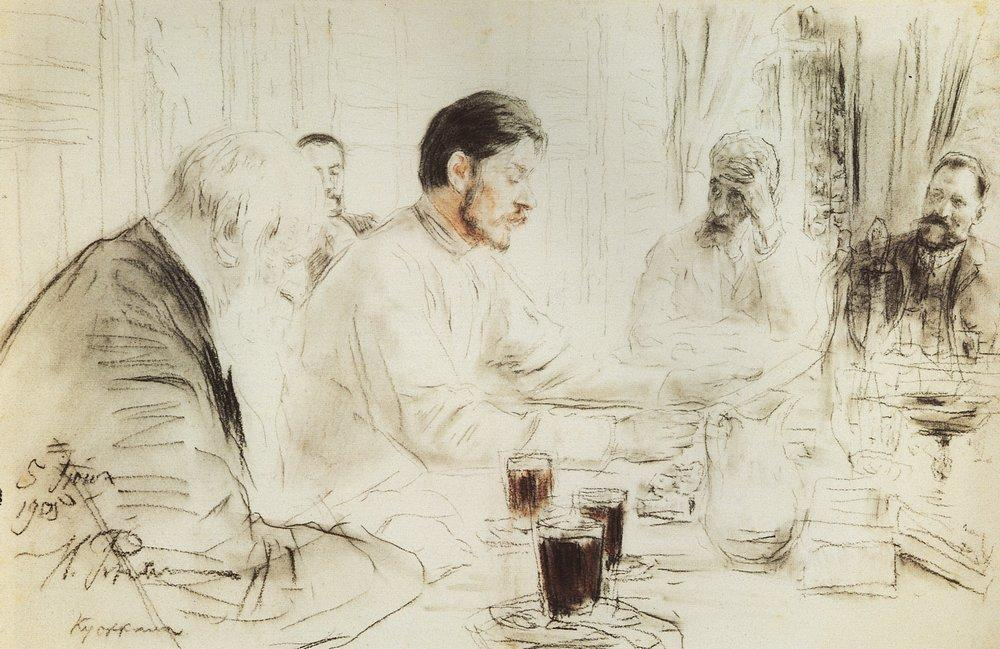
«Максим Горький читает свою пьесу Дети Солнца в усадьбе И. Репина Пенаты». Рисунок И. Репина, 1905. Из коллекции И. Зильберштейна

В ней по средам собирались гости. Отличалась простотой своего убранства. Главным её украшением были картины — работы учеников и друзей Репина. При входе — слепок со знаменитой скульптуры Венеры Милосской (гостиную иногда называли «комнатой Венеры»). В обычные дни эта комната была кабинетом Наталии Нордман. Здесь всегда стоял рояль. Возле него на стене висит фотография молодого Горького с дарственной надписью. На стене, слева от рояля, висит ковёр ручной работы, вышитый крестом по рисунку архитектора А. Л. Гуна — это подарок от певицы А. Н. Молас, пропагандистки творчества Мусоргского. Над дверью, возле лестницы, ведущей в мастерскую, висит портрет Чуковского, исполненный И. И. Бродским в 1915 году. 

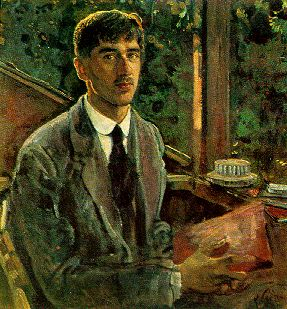
Портрет Чуковского

На рабочем столе Нордман, накрытом шёлковой серой в лиловую полоску тканью, которая сохранилась до нашего времени, можно видеть фотографии Репина и самой Нордман. Слева на стене рисунок-портрет Нордман, выполненный Репиным. Каждое воскресенье зимой в гостиной читались публичные лекции по самым разнообразным знаниям. Лекторами выступали и сами слушатели Кипятов Василий Николаевич (дворник г. Башмакова) читал лекцию о пчеловодстве и т. д. Публика была самая разнообразная: сидельцы, приказчики, дворники, кухарки, горничные, фермеры и пр., от 10 лет до 60-летних. Ни перед кем не запиралась большая комната, всегда битком набитая и поражавшая лекторов необычным вниманием. Это, по словам Репина, был мини-народный университет. Летом лекции читались в саду, заканчиваясь пением народных фабричных песен, частушек и танцами. Иногда лекции переносились в летний театр «Прометей», приобретённый Репиным для Нордман на берегу залива в п. Оллила. В 1911 году Нордман открыла там летний дневной детский сад для местных детей. В гостиной находятся работы учеников и друзей Репина. Над входом в кабинет — портрет его сына Юрия, написанный В. С. Сварогом в 1915 году. Над роялем — пейзаж одного из учеников И. И. Бродского (во время войны пейзаж утрачен, сейчас там висит «Лунная ночь» Бродского).

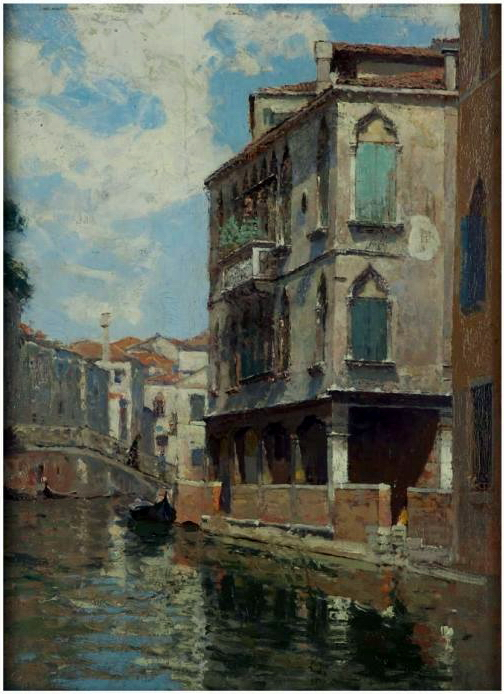
Картина худ. К. К. Первухина

Над столиком Нордман висит работа художника К. К. Первухина «Мостик в Венеции», над входом в столовую висит «Зимний пейзаж» ученика Репина А. В. Скалона, ниже, на двери, — фотография группы художников-передвижников. Как память о «Товариществе» — небольшой натюрморт «Ваза с цветами» с подписями Репина, Маковского, Прянишникова И., Поленова В. Ниже висит пейзаж с парусной лодкой, выполненный Васильевым Ф. А. во время поездки с Репиным по Волге в 1870 году. Возле больших стенных часов одна из ранних работ ученика Репина — В. А. Серова, этюд с рыжей охотничьей собакой «Пиратка». Справа от входа на зимнюю веранду работа чугуевских живописцев — первых учителей Репина. Вверху справа висит двойной портрет майора Куприянова с женой, художника И. Н. Шаманова. Небольшие портреты Леонтия Ивановича Персанова висят в гостиной. Среди них парные портреты супругов Нечитайловых, профиль Логвинова Якова, портрет мальчика на берегу реки, написанные в середине XIX века. В нижнем ряду помещён небольшой этюд Репина, изображающий дом, в котором он жил в Чугуеве. На портрете рыжебородого мужчины в синем халате изображён квартирный хозяин Репина в его первой комнатке на Васильевском острове — архитектора Петрова Александра Дмитриевича. Над дверью на зимнюю веранду висит «Пейзаж», исполненный сыном Юрием. Под большими репинскими часами акварельный автопортрет Веры Алексеевны (1855—1917) — первой жены Репина. На фотографии, рядом с автопортретом, Репин с детьми. Справа — старшая дочь Вера (1872—1948), слева — вторая Надежда (1874—1931), затем сын Юрий (1877 −1954), младшая дочь Татьяна (1880—1957).

### Зимняя веранда
Восьмиугольная, увенчанная прозрачным шатровым перекрытием веранда почти на две трети стеклянная. Это наиболее ранняя пристройка (киоск) к дому была сделана в 1904 году и вначале служила мастерской. Потом был надстроен второй этаж с удобной большой мастерской, а бревенчатая зимняя веранда обшита досками и окрашена. Стены её снаружи украсились резными изображениями фантастических зверей. Самое светлое помещение дома, выходящее в парк, хотя и расположено в северной части дома. Здесь принимали гостей, пили чай, а и иногда, раскрыв двери и выдвинув рояль, устраивали домашние концерты. Через стеклянные двери веранды в гостиную проникает большое количество света.
Летом 1905 года была превращена в мастерскую для написания двойного портрета Максима Горького с М. Ф. Андреевой. На высокой подставке, в мягком кресле, которое и сейчас можно видеть на веранде, устроилась Андреева, а рядом, на подоконнике, положив ногу на ногу и подперев подбородок рукой, сидел Горький. В этом же кресле Репину позировали: М. Ф. Андреева, Н. Б. Нордман, Л. Н. Андреев, В. Г. Короленко, П. В. Самойлов, В. М. Бехтерев и другие.
Гости «Пенатов».
Это помещение называли и верандой бюстов, вдоль стен стояли скульптурные работы Репина. На прежних местах три скульптурных портрета и самый ранний из них по времени создания (1981 г.) — бюст русского хирурга Н. И. Пирогова Бюст Л. Н. Толстого вылеплен в 1891 году в Ясной Поляне, рядом — скульптурный портрет Н. Б. Нордман от 1902 года. Здесь же находится бюст Репина, вылепленный живописцем Виктором Васнецовым в 1880 году в Абрамцеве. Считается, что это единственное произведение Васнецова в скульптуре.
В 1930 году здесь стоял гроб с телом Репина и отсюда его проводили в последний путь.

### Большая столовая

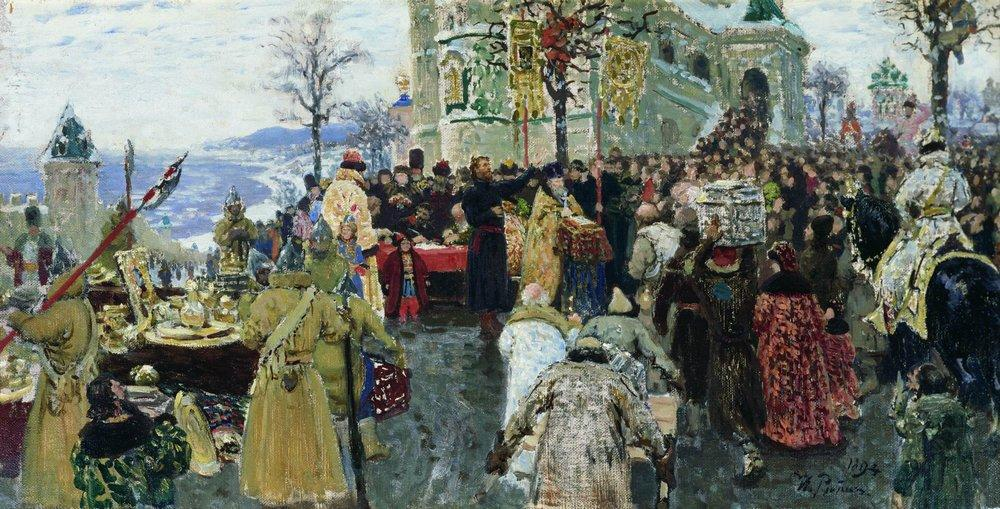
Клич Минина нижегородцам

Из гостиной дверь ведёт в столовую. Это просторная комната с большим окном, выходящим в сад. На стенах произведения Репина — портреты близких ему людей: портрет Нордман, выполненный в 1905 году в Италии, портрет дочерей — Веры и Нади (1877), исполненный в технике пастели портрет Г. Г. Ге — актёра Александринского театра, племянника знаменитого художника Н. Н. Ге, картина-эскиз на историческую тему «Клич Минина нижегородцам. Междуцарствие 1612 года» (1876—1915) и другие произведения. Здесь проходили обеды по средам. В центре стоит стол особой круглой конструкции на 20 персон, выполненный по заказу Нордман финским столяром Пекко Ханекайненом в 1909 году (с 1962 года новодел). Вращающийся центральный круглый элемент стола с ручкой не требовал присутствия посторонней обслуги, гости могли обслужить себя сами, без помощи прислуги и даже без помощи соседа. Чистая посуда стояла тут же рядом, а грязная складывалась в выдвижные нижние ящики. К обеду, в шесть часов вечера, оставались только близкие знакомые (столовая не могла вместить всех, кто приходил к Репину в этот день). Под удары гонга и под звуки органчика все входили в столовую. У маленького стола с хлеборезкой каждый брал себе хлеб (этот стол не сохранился). Места за столом определялись по жребию. Номер первый становился председателем, в его обязанности входило снимать крышки с кастрюль с кушаньями. Часть кушаний находилась в «волшебном сундуке». Этот сундук, выписанный Нордман из Дрездена, выполнял функции термоса и стоял у окна в столовой. Сохранились карточки меню вегетарианских обедов с правилами круглого стола. Вкусно приготовленные овощи, фрукты, блюда из различных трав (сена) — супы, котлеты. Одна из карточек от 10.08.1911 года находится на столе. За нарушение правил самопомощи полагалось произнести идейную речь экспромтом с трибуны, расположенной в углу столовой на возвышении, тосты не разрешались. Чем больше нарушений, тем обед получался веселее. Больше всех отличались Чуковский и Н. Н. Евреинов.

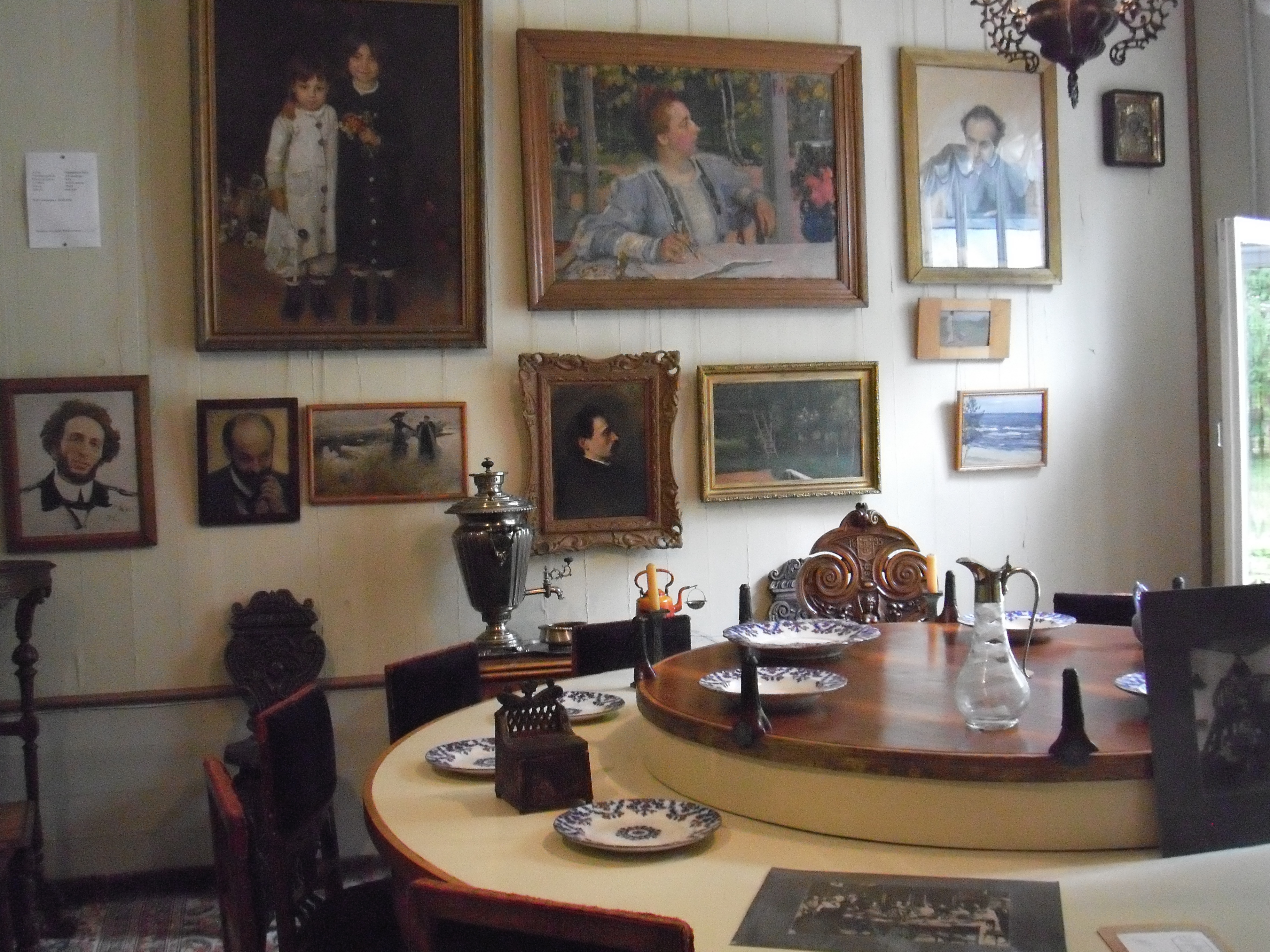
Столовая. На стене в центре портрет Н. Б. Нордман, слева от него парный портрет дочерей Репина

Картины со стен столовой художник часто менял, некоторые продавал, дарил, а на их месте появлялись новые. Сейчас в столовой есть и ранние работы, созданные в Чугуеве, произведения последних лет. Справа от буфета висит акварель «Бандурист» (1859 год), слева у изразцовой печи, находится небольшой портрет рыжеволосой девочки, вяжущей на спицах (на обороте надпись «снимал Илья Ефимыч Анюту Петрову 20 л.»), рядом пейзаж «Нормандия» без подписи и даты. Центральное место в столовой занимает портрет Нордман 1905 года, в 1929 году была попытка продать этот портрет, но из-за высокой цены продажа не состоялась. Слева от портрета Нордман — картина (1877 год), изображающая двух девочек, стоящих среди разбросанных игрушек. Это дочери Репина. В 1902 году эта картина была подарена внучке Тасе (в замужестве Татьяна Николаевна Дьякова), дочери Татьяны Ильиничны Язевой, которая в 1920-е годы выехала в Париж. Потомки по этой линии регулярно приезжают в «Пенаты» в памятные даты.
Здесь же пастель Г. Г. Ге — актёра и режиссёра, который позировал Репину при написании картины «Пушкин на набережной Невы». Ниже — маленький, написанный в парке, этюд-портрет И. П. Павлова, написанный в 1920-е годы. Слева на той же стене портрет скульптора И. Я. Гинцбурга (1907 год в Пенатах). Крайние слева на этой стене — портрет профессора Н. Ф. Денисюка и этюд к картине «Пушкин на берегах Невы».

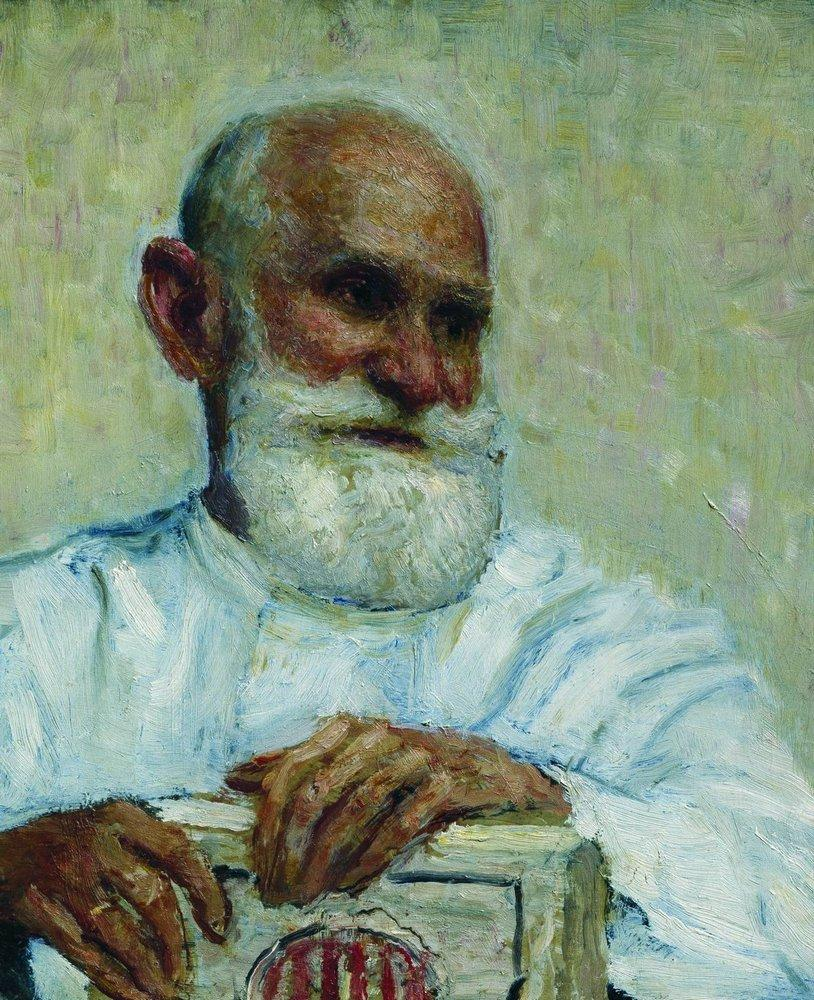
И. П. Павлов

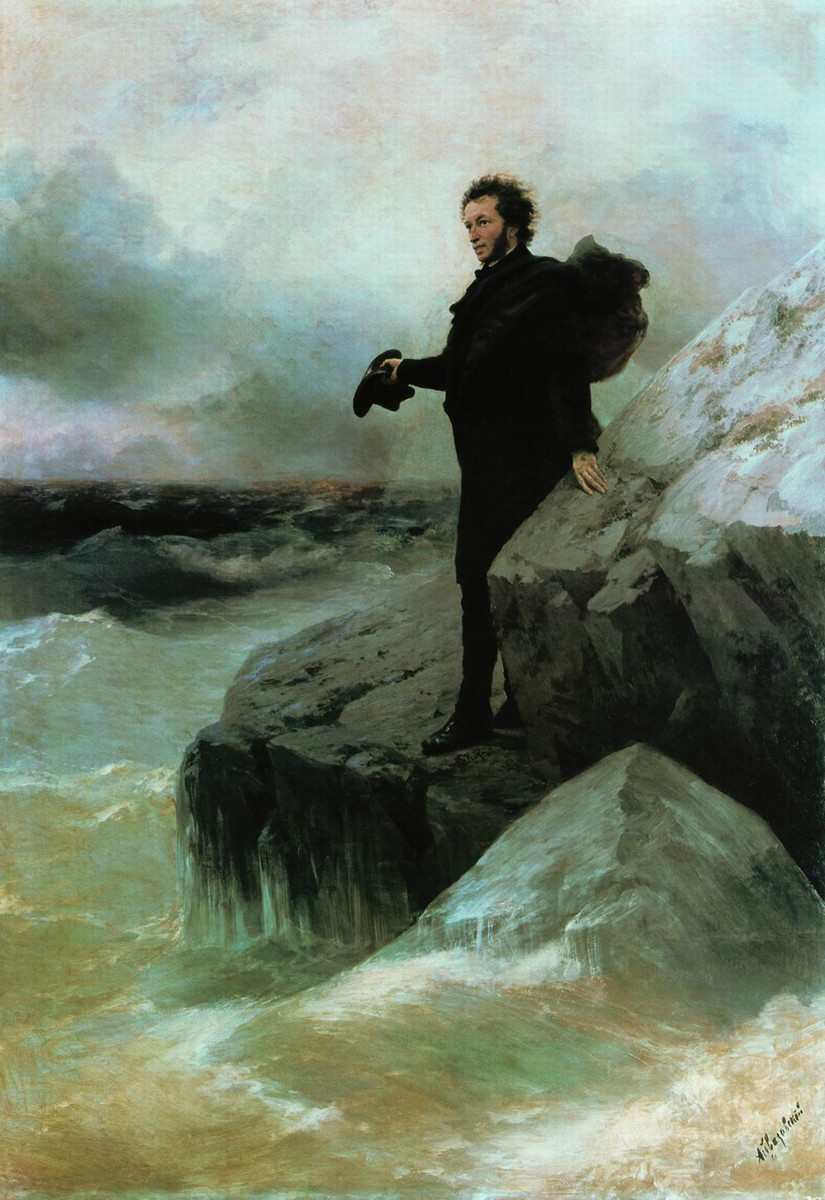
Прощание Пушкина с морем

Эскиз-картина «Клич Минина Нижнему Новгороду» (1876—1915) начат был в Чугуеве, но так и не закончен. В нижнем ряду эскиз «Встреча войск». В 1914 году эскиз был продан, после 1917 года попал в Русский музей, в 1940 году передан в Пенаты. Пейзаж «Пруд в Пенатах» написан в мрачных тонах. В простенке у трибуны висит портрет Веры Ильиничны (1926 год), выполненный литографическим карандашом. В конце 1920-х годов Репин не мог подниматься на второй этаж, и столовая служила ему и спальней и мастерской, между трибуной и печью, отгороженный ширмой стоял диванчик, где он спал. В августе 1930 года в день 86-летия в столовой Репин принимал гостей, — в последний раз. В этой же комнате он умер 29 сентября 1930 года.

### Зимняя мастерская

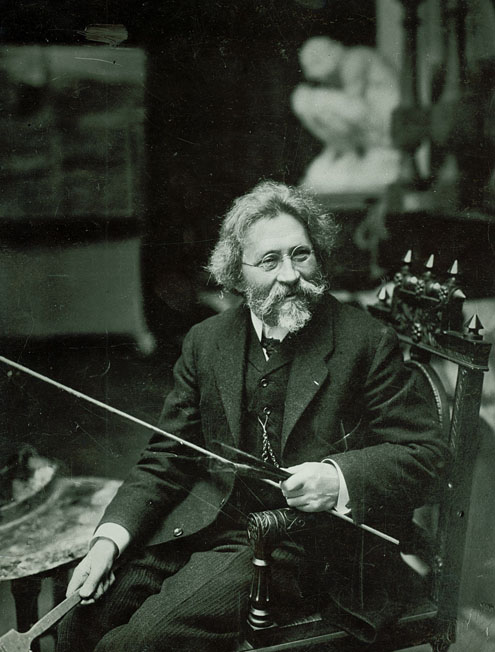
В мастерской. Фотоснимок 1910-х гг.
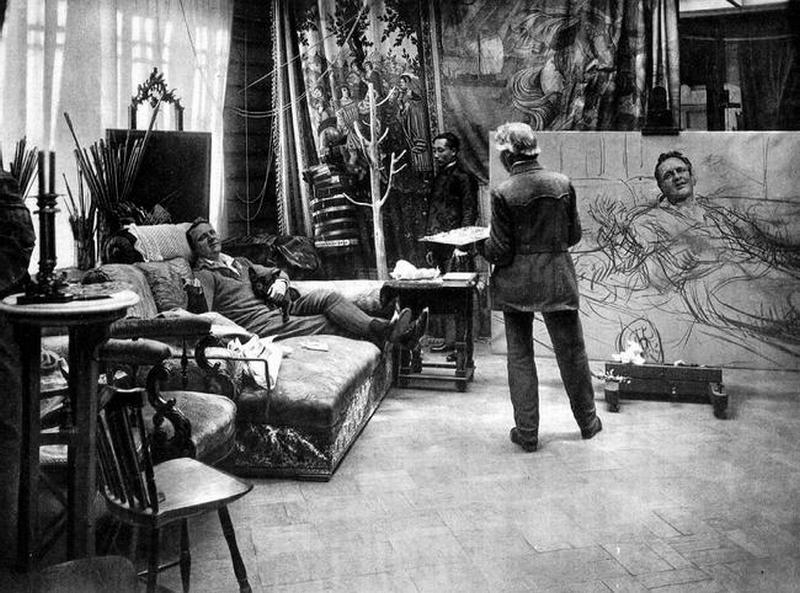
И. Е. Репин и Ф. И. Шаляпин. 1914 год
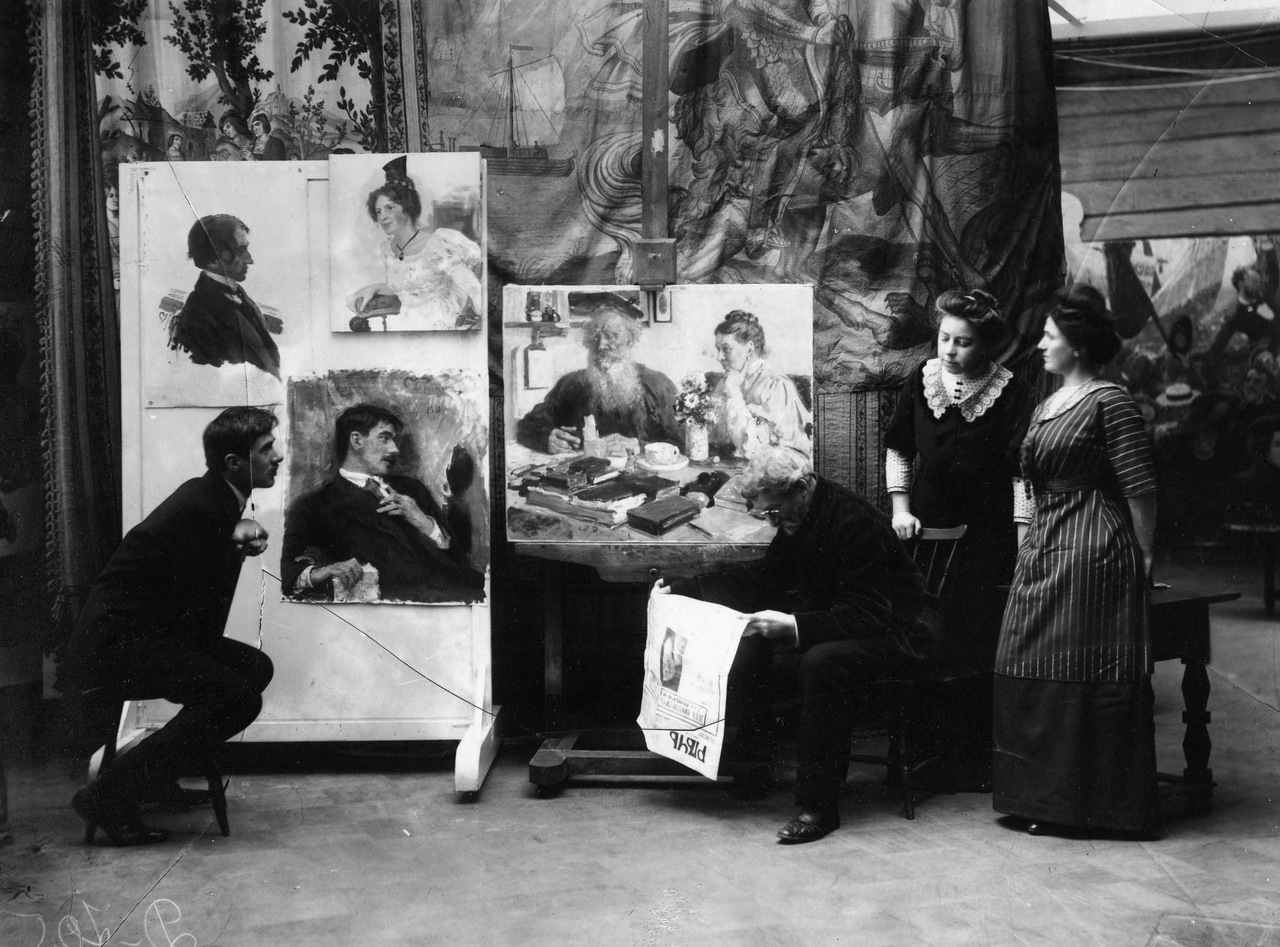
В мастерской 1910 год

Расположена на 2 этаже, куда ведёт узкая крутая лестница. Мастерская была построена по замыслу самого художника в 1906 году. Бревенчатые стены естественного цвета, резные наличники на окнах и дверях, перила лесенок с балясинками — всё это свидетельствует о своеобразной стилизации мотивов русской народной архитектуры. Мастерская занимает почти весь второй этаж. Она может быть разделена на три части портьерами. Обилие света, попадающего через стеклянный потолок и большие окна.
В центральной части на большом мольберте — последний автопортрет Репина 1920 года. Художнику 76 лет. Его можно отнести к лучшим работам позднего периода творчества художника. Сохранилась шапка, в которой Репин себя изобразил, она лежит рядом на табурете, справа от автопортрета. У шкафа висит рабочий халат Репина. Рядом на столике в синей вазе — кисти Репина. Справа на низкой табуретке находится его знаменитая подвесная палитра.
Интересны работы, связанные с написанием картины «Торжественное Заседание государственного Совета» (1903). Она была выполнена в Петербурге, а в «Пенатах» оказались эскизы композиции — живописный и графический. Здесь же этюды к портретам членов Государственного Совета, выполненные учениками Репина — И. Куликовым и Б. Кустодиевым. Эти художники помогали Репину в работе над картиной.

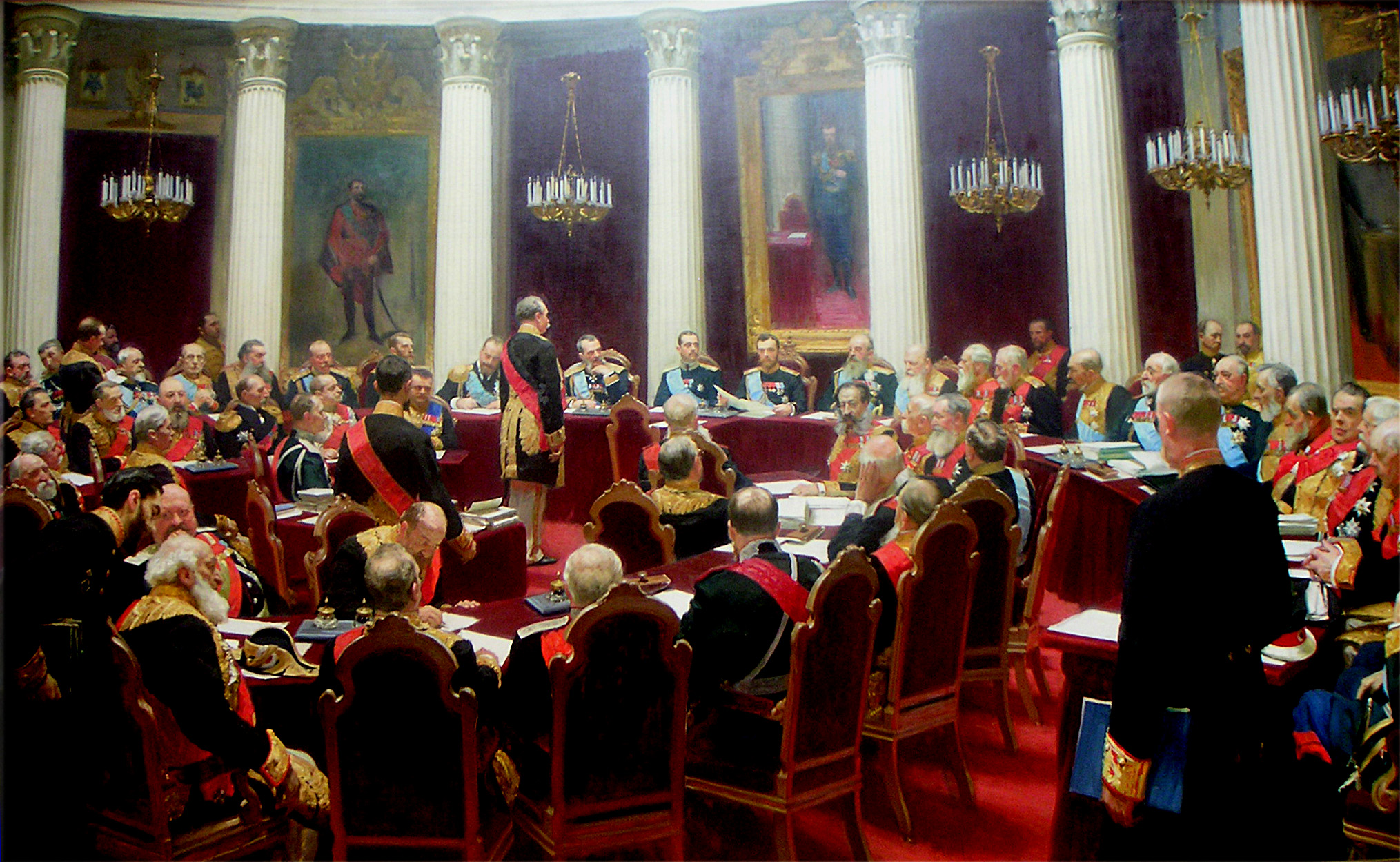
Торжественное Заседание государственного Совета

Стены мастерской всегда были заполнены этюдами и эскизами Репина. Работа шла над несколькими картинами сразу, и в мастерской стояло несколько мольбертов с холстами. По средам в мастерскую могли пройти непосвящённые, которым показывались картины и выслушивались критические мнения о них. Репин мог работать и одновременно разговаривать с посетителями, что нашло отражение в его картинах. Но над большими картинами он работал в одиночестве и не показывал их до завершения.
В мастерской «Пенатов» были написаны картины «Пушкин на акте в лицее 8 января 1915 года» (1911), «Какой простор» (1903), «Манифестация 17 октября 1905 года» (1907—1911), «Голгофа» (1922—1925), «Гопак» (1927).
По словам художника, в мастерской он проводил лучшие часы своей жизни. К. Чуковский вспоминал, как Репин «утром, едва проснувшись, бежал в мастерскую и там истязал себя творчеством, потому что тружеником он был беспримерным и даже немного стыдился той страсти к работе, которая заставляла его от рассвета до сумерек, не бросая кистей, отдавать все силы огромным полотнам, обступившим его в мастерской».
У входа на балкон на мольберте — большое полотно, на котором изображён большой белоколонный зал, ряды кресел и сидящие фигуры — это эскиз «Торжественного заседания Государственного Совета». Сама картина в Русском музее. Репину помогали его ученики. Ранние работы учеников размещены в первой части мастерской. Над лесенкой, ведущей в костюмерную, находится большой портрет девушки в полный рост — это написанный Ф. А. Малявиным портрет А. И. Тхоржевской-Петровой. Здесь же ранняя работа Б. М. Кустодиева — профильный портрет седовласой пожилой женщины, а над маленьким «тюремным» окошком висит портрет самого Кустодиева, написанный И. С. Куликовым. Молодой человек изображён полулежащим с книгой в руках. В центральной части мастерской, около камина, находятся подлинные вещи запорожских казаков, из коллекции, принадлежавшей учёному Яворницкому Д. И. (стал образом писаря) и служившие при работе над картинами «Запорожцы пишут письмо турецкому султану», «Черноморская вольница», «Гопак».

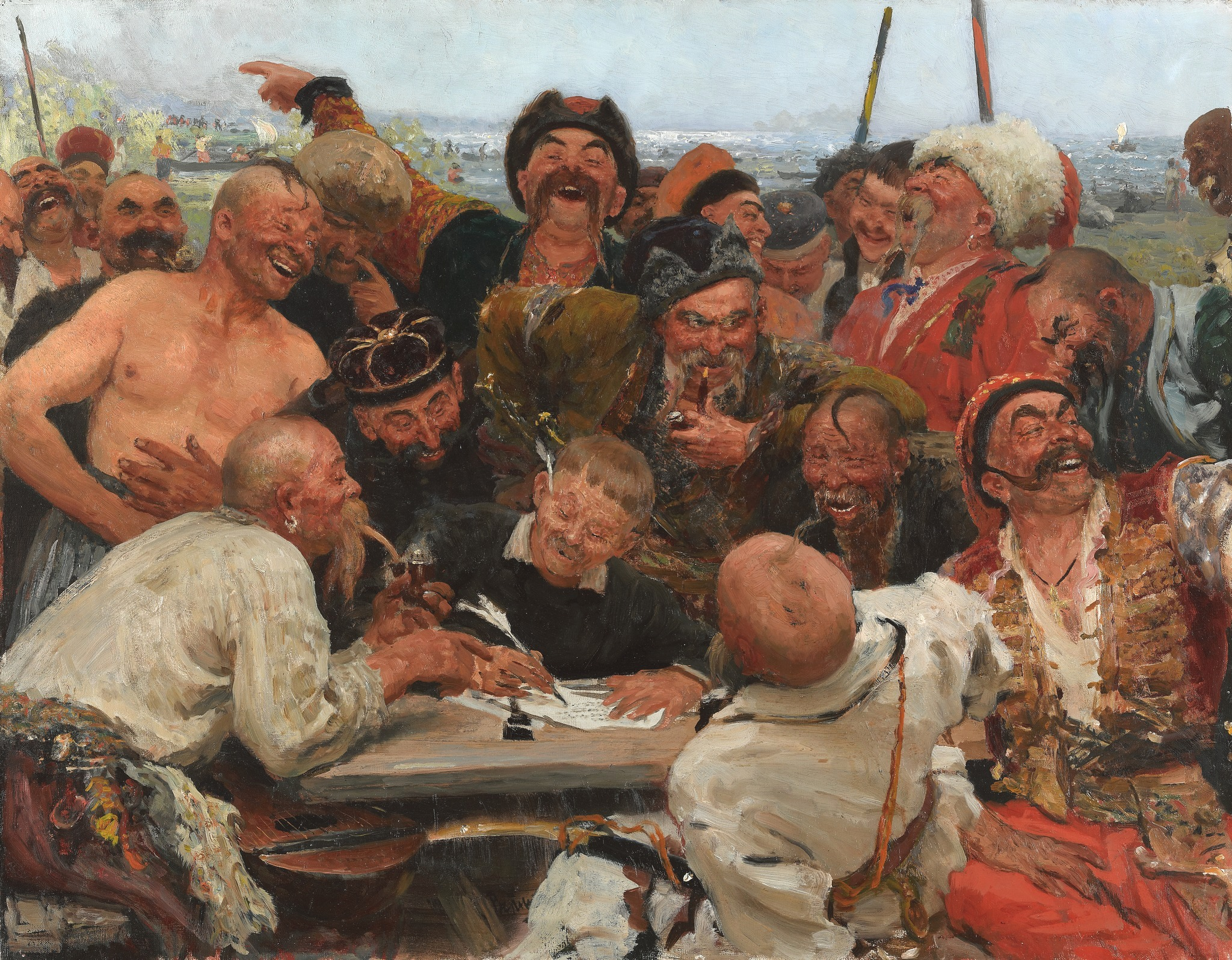
Запорожцы, сочиняющие письмо турецкому султану

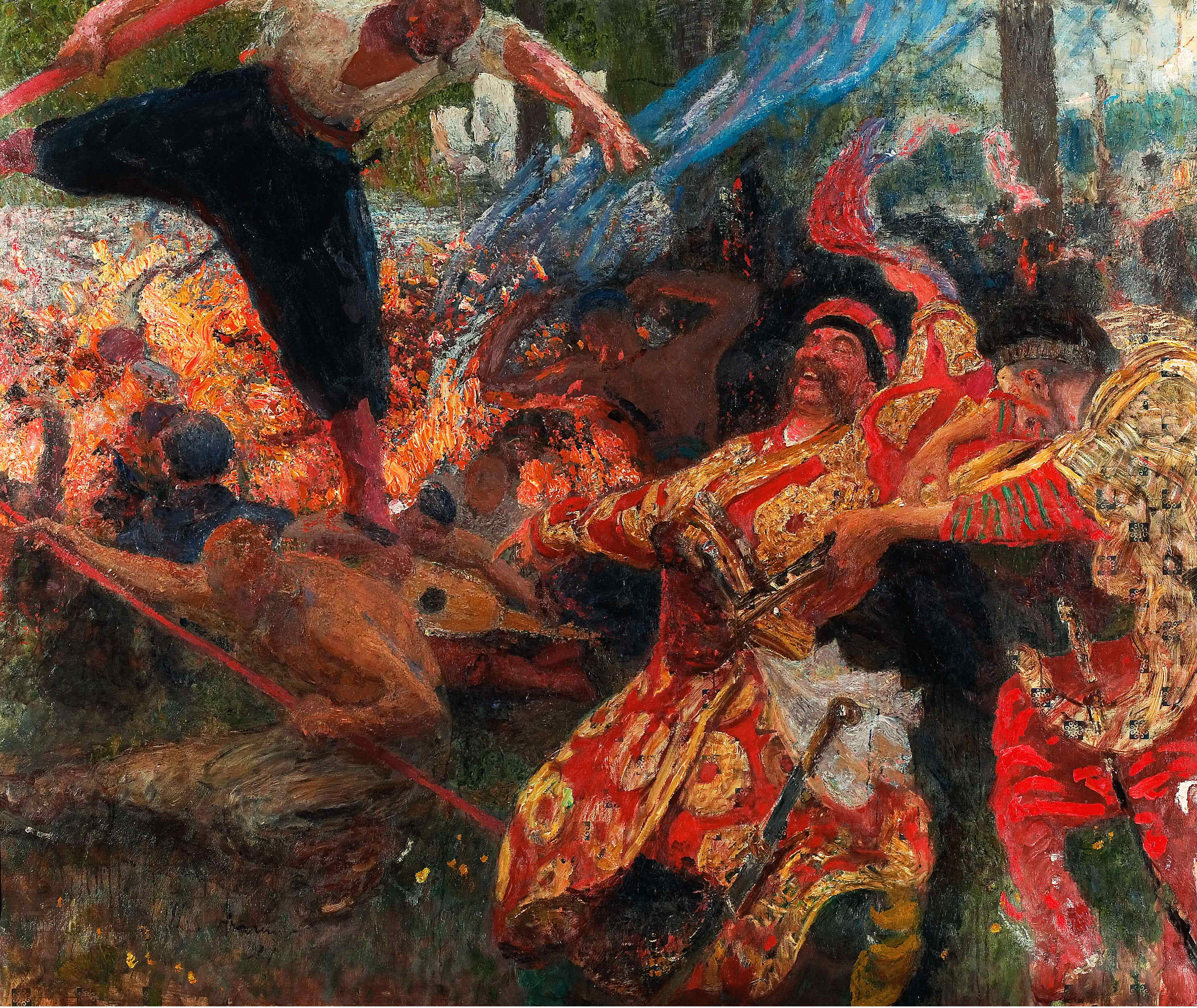
«Гопак»

На столе рядом с «шаляпинским» диваном стоят сохранившиеся только три фигурки запорожцев, вылепленные Репиным, и дошедшие до наших дней, правда без голов и рук. Над маленьким окошком, как и при Репине, висит рисунок, изображающий мальчика с чубом, завёрнутым за ухо. Это портрет Юрия Репина. У камина на стене, на украинской плахте висит старинное оружие — кривая турецкая сабля с красивой изогнутой рукояткой бледно-зелёного рога и фитильное ружьё, восточного турецкого происхождения. Таким трофейным оружием пользовались запорожцы. Ниже на подставке лежат ножны к саблям и шашкам, кожаная фляга для вина, кисет из кожи с бахромой и самодельные ножны для двух ножей. К подставке прислонён любимый музыкальный инструмент запорожцев — торбан. Под его аккомпанемент пели в Пенатах старинные украинские и русские песни и думки. Слева в углу, у самого камина, на манекене «кобняк з видлогою» — верхняя одежда казаков из белого домотканого сукна. В углу, над запорожскими вещами, висит турецкий флаг из зелёной материи с цветными аппликациями. Справа на выступе стены помещён небольшой круглый барельеф с «Запорожцев…» из обожжённой глины, сделанный украинским мастером гончаром Поросным Василием из местечка Опошня. Справа на стене висит небольшой эскиз картины «Черноморская вольница». В Пенатах сохранился один этюд к этой картине — «Молящийся запорожец». Он стоит на мольберте. На стене, рядом с большим окном работа Юрия — скопировавшего в Эрмитаже знамя запорожцев: его центральную часть, на малиновом фоне посредине корабль — знаменитая запорожская чайка с фигурами запорожцев. Слева от копии запорожского знамени висит портрет Юрия (возможно автопортрет). В простенке, у третьей лестницы, ведущей в летнюю мастерскую, висит этюд натурщика мальчика Эди. На фотографии, на площадке лестницы, ведущей в летнюю мастерскую, группа гостей Репина запечатлена около этого произведения. В центре мастерской, у окна, «шаляпинский» диван (подлинник не сохранился, экспонат близок по форме и цвету обивки), назван так потому, что на нём позировал Шаляпин (портрет так и не был завершён). В мастерской находится бюст Шаляпина, выполненный П. П. Трубецким в импрессионистской манере в конце 1890 года и подаренный в 1906 году Репину. Слева от бюста рисунок-портрет Репина работы Трубецкого, как память о его посещении Пенат 13 мая 1906 года. Справа от большого окна на стене размещены этюды Репина: портрет финского поэта Эйно Лейно — к картине «Финские знаменитости», двух солдат — к картине «В атаку с сестрой», эскиз к неосуществлённой картине «Пётр I на верфи». На золочёном мольберте картина Репина «Вид на Везувий ночью», написанная в Италии в 1873 году. В глубине мастерской у окна находится незаконченная картина «Пушкин на набережной Невы», которую Репин писал и переписывал более 30 лет, постоянно меняя композицию. Картина имеет посвящение: на постаменте под бронзовым львом ясно читается надпись «Посвящается Александру Александровичу, Софии Александровне, Михаилу Александровичу Стаховичам» — это были приверженные пушкинисты.
В глубине мастерской и на лесенке-подставке доспехи римского воина (бутафория), служившие для работы над картинами, здесь же находится кресло для позирующих и большая ваза с кистями.

### Летняя мастерская
Поднявшись из зимней мастерской по одной из лесенок, можно попасть в следующую комнату, окна которой выходят на север. Здесь хорошо работалось летом. Здесь хранил Репин те картины, которые не считал законченными и не хотел никому показывать. Эту мастерскую называли «секретной», её редко посещали посторонние. Первоначально на этом месте был большой открытый балкон, на котором Репин любил рисовать. Построена летняя мастерская в 1906 году, одновременно с зимней, также имеет верхний свет. Нет ни одной фотографии этой комнаты, достоверна только её планировка. Для экскурсантов в этом помещении демонстрируются документальные кадры из жизни Репина (4 минуты). На стенах рисунки Репина его друзей, учеников. Их накопилось тысячи, несколько книжных шкафов, как правило, никому не показывались, и служили материалом для дальнейшей работы. После смерти художника это наследство было поделено между его детьми, которые их продавали. В Пенатах случайно осталось более сотни его рисунков разных лет. Помещение летней мастерской иногда используется для временных выставок.

### Костюмерная
Из летней в зимнюю мастерскую можно попасть через костюмерную: маленькое помещение, где хранились костюмы для натурщиков. Сейчас эти костюмы помещены в большой шкаф-витрину. Многие из этих вещей изображены на картинах. После смерти Репина они были проданы его дочерью Верой за границу. В 1964 году телогрея (костюм царевны Софьи для картины «Правительница царевна Софья Алексеевна») вернулась в Пенаты, как подарок чешского художника Фиала В. В 1972 году вернулся воротник. Валик из пёстрой ткани изображён в картине «Иван Грозный». В красном гетманском жупане (подлинная запорожская одежда XVII века) изображён В. В. Тарновский на портрете 1880 года. Здесь же национальная одежда арабов: абу — распашной плащ и полосатое шёлковое головное покрывало, купленные Репиным в Палестине в 1898 году.

### Открытая веранда

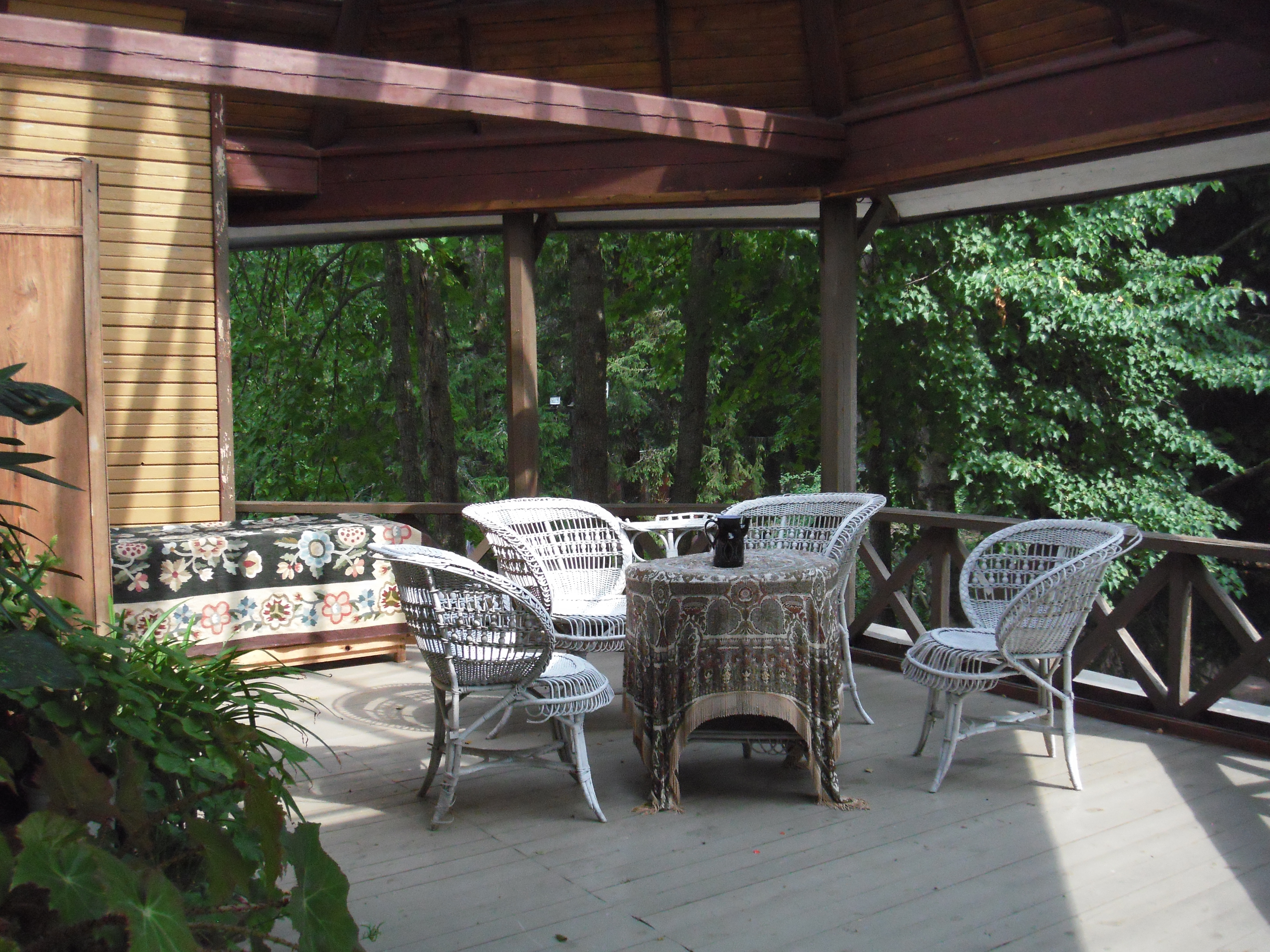
Открытая веранда

После окончания строительства мастерской рядом с ней, над кабинетом, был сооружён балкон под стеклянной крышей. На него можно было подняться по лесенке прямо из кабинета. Эта пристройка являлась продолжением мастерской, но уже на открытом воздухе. Балкон, с которого был виден парк, и берег залива в шутку называли аэропланом. Здесь же на топчане Репин спал летом. Зимой — в специальном спальном мешке до температуры —20 градусов; когда она становилась ниже, художник спускался в свой кабинет.

## Памятные даты
Ежегодно в «Пенатах отмечаются следующие памятные даты»:
- 27 мая — День рождения усадьбы
- 5 августа — День рождения И. Е. Репина
- 29 сентября — День памяти И. Е. Репина